# Szászsebes

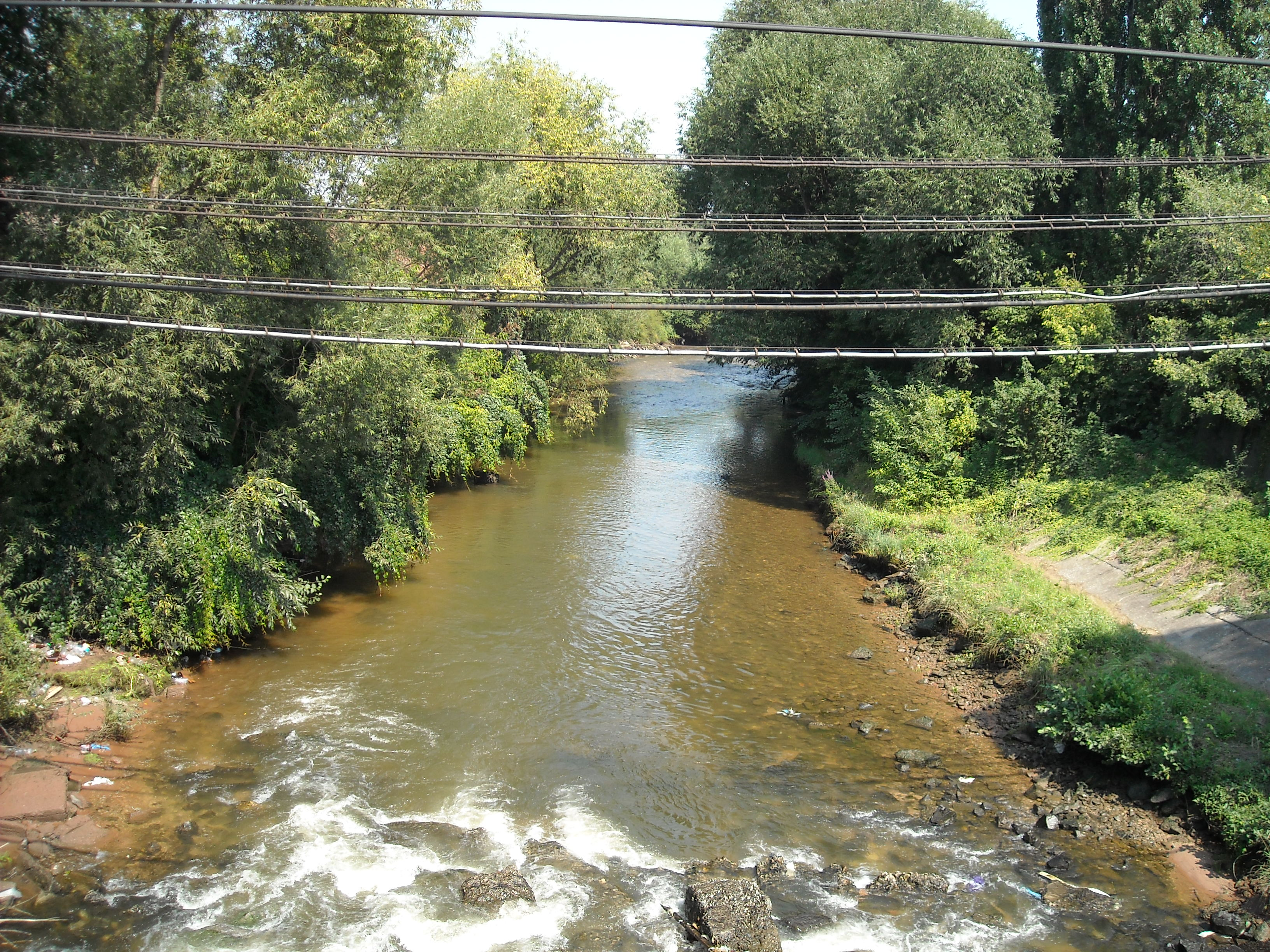
A Sebes folyó

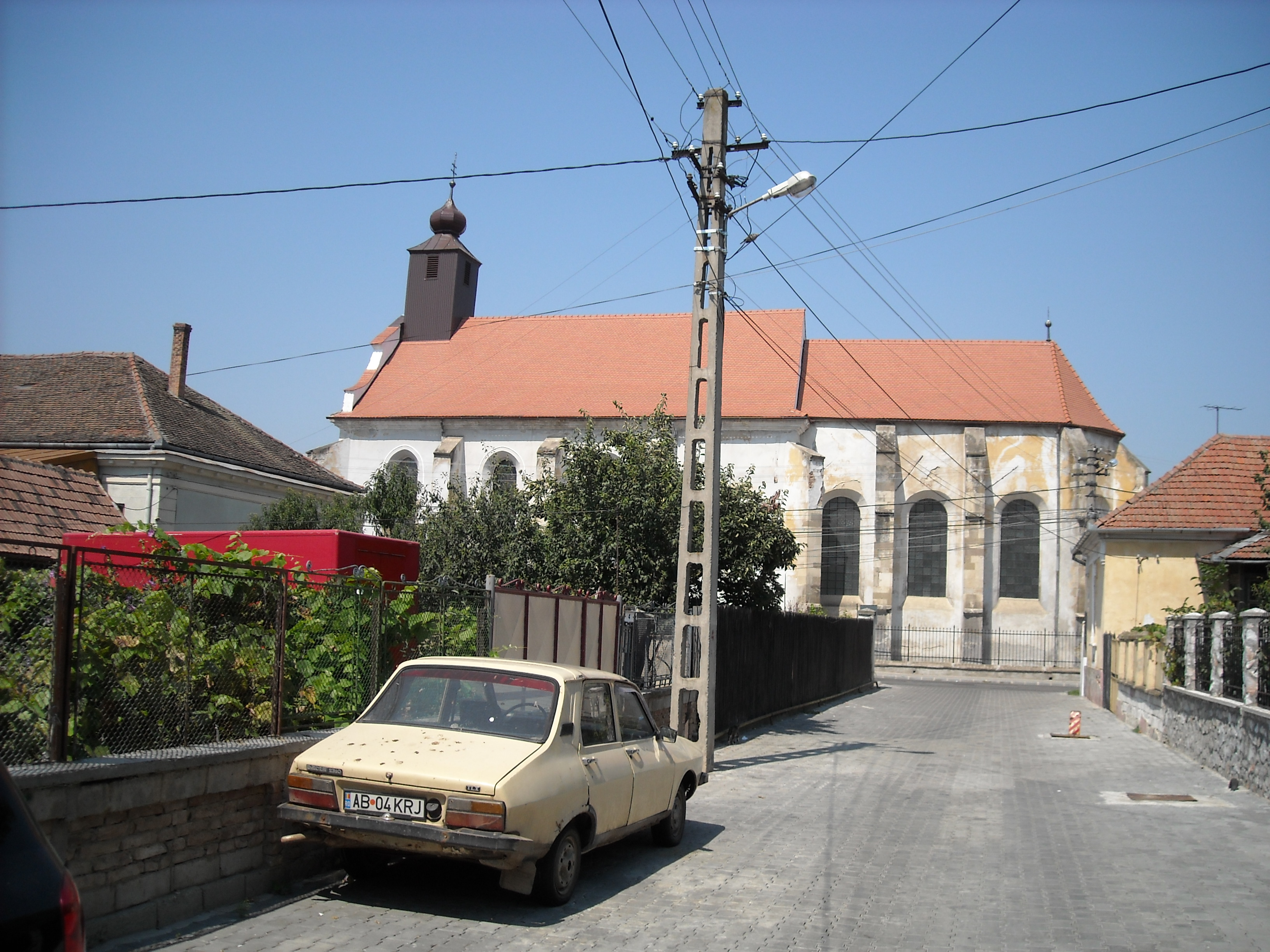
A ferences templom

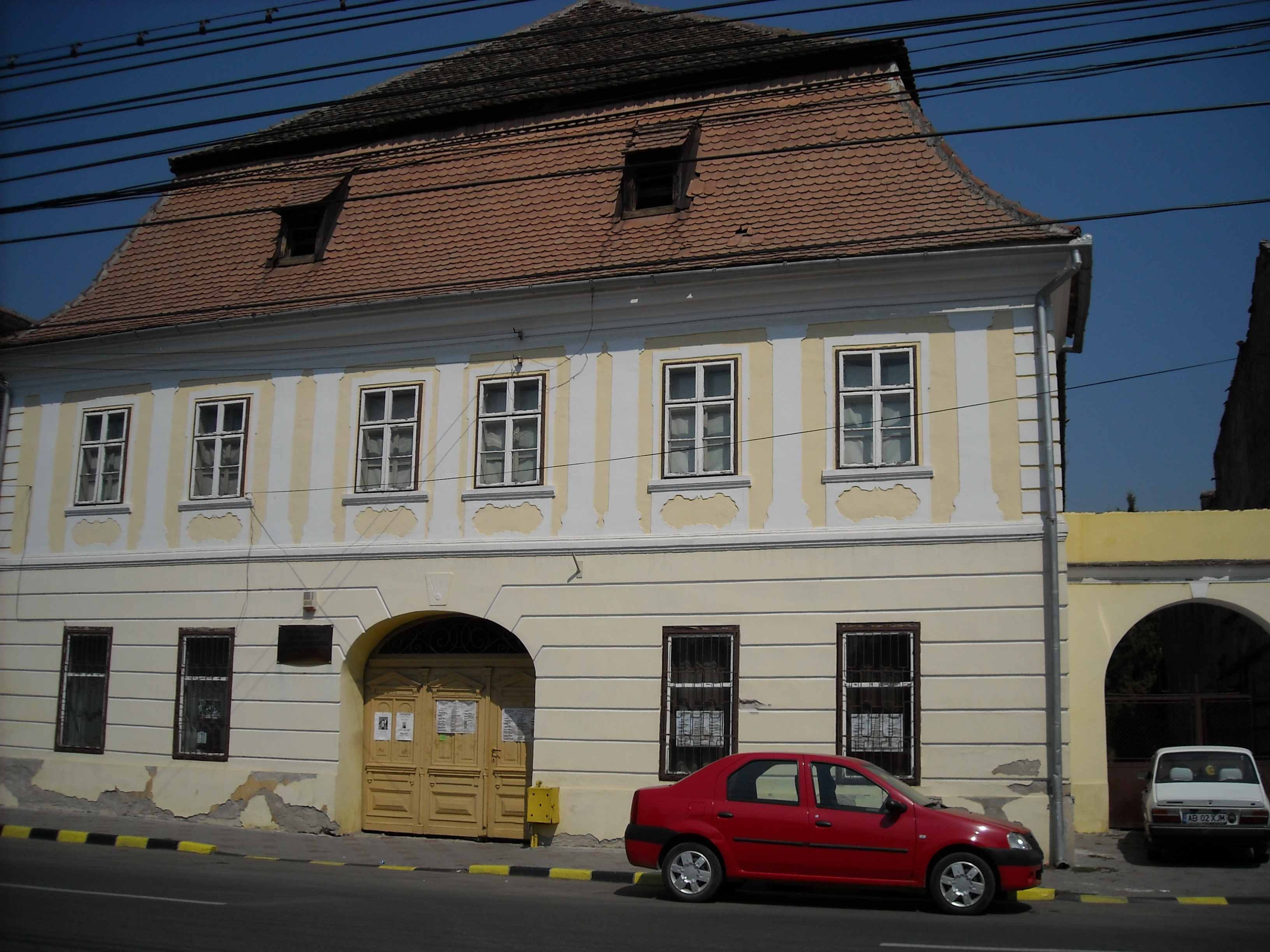
A Zápolya-ház

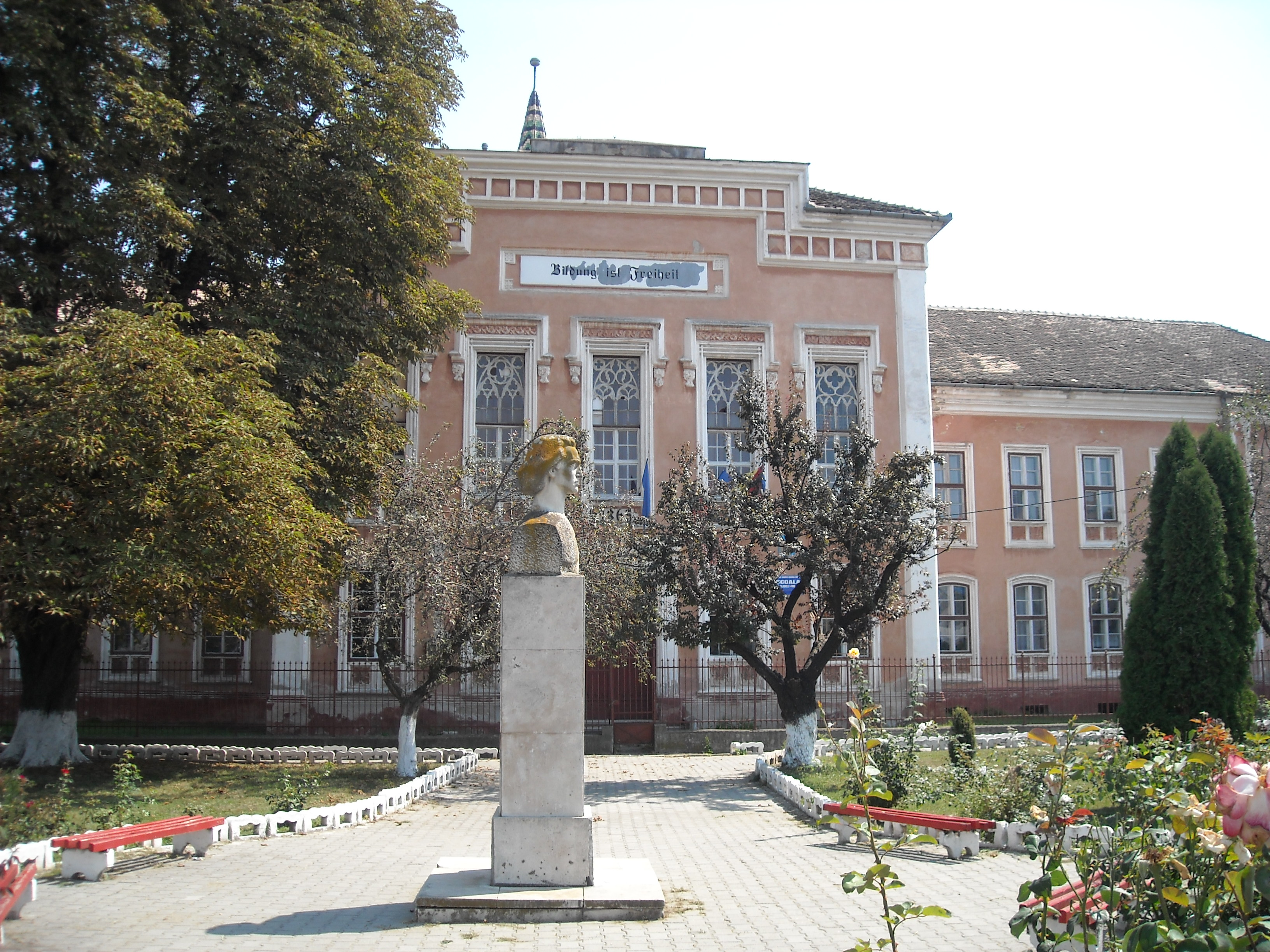
Az egykori szász gimnázium

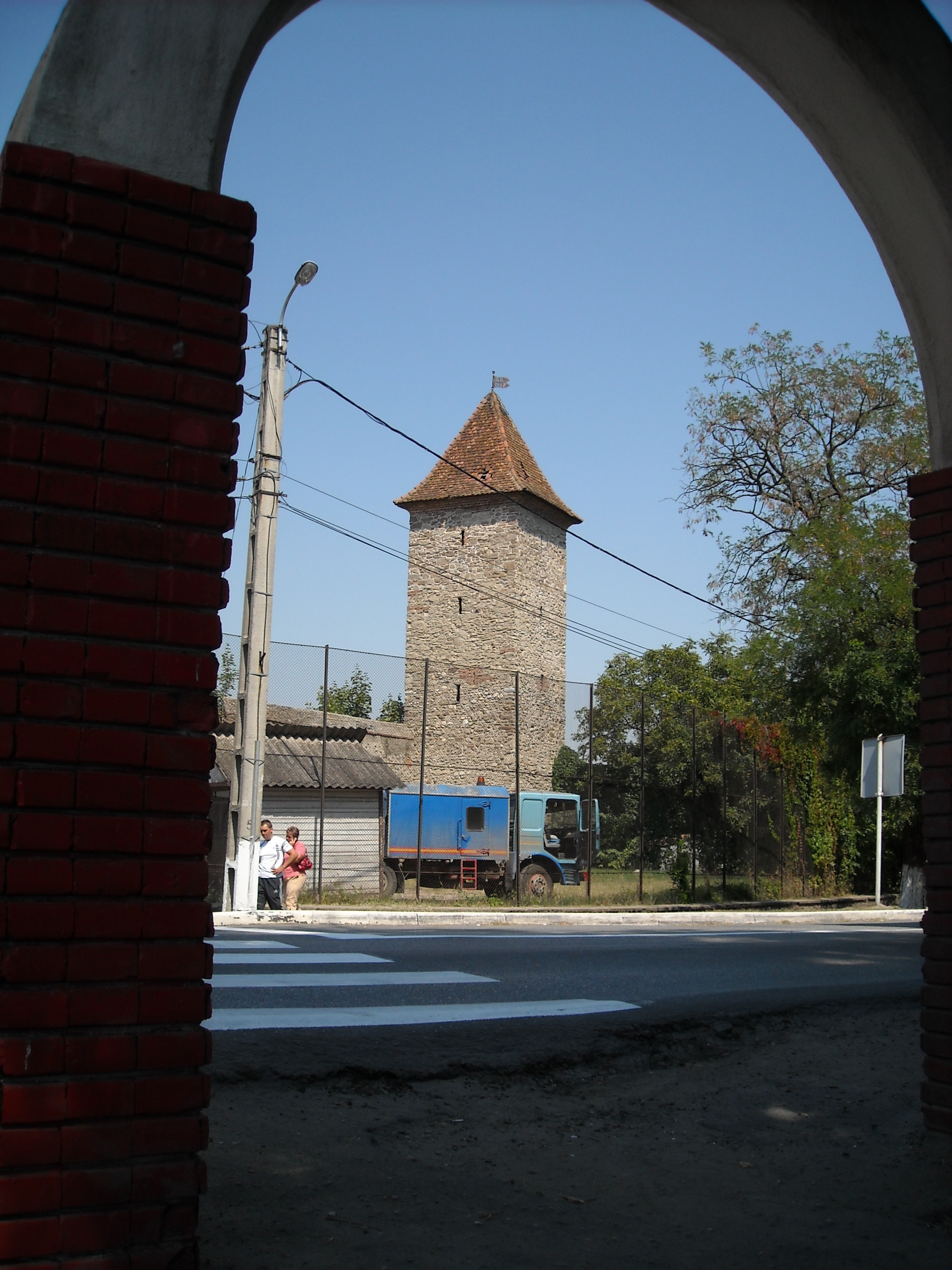
A Studententurm

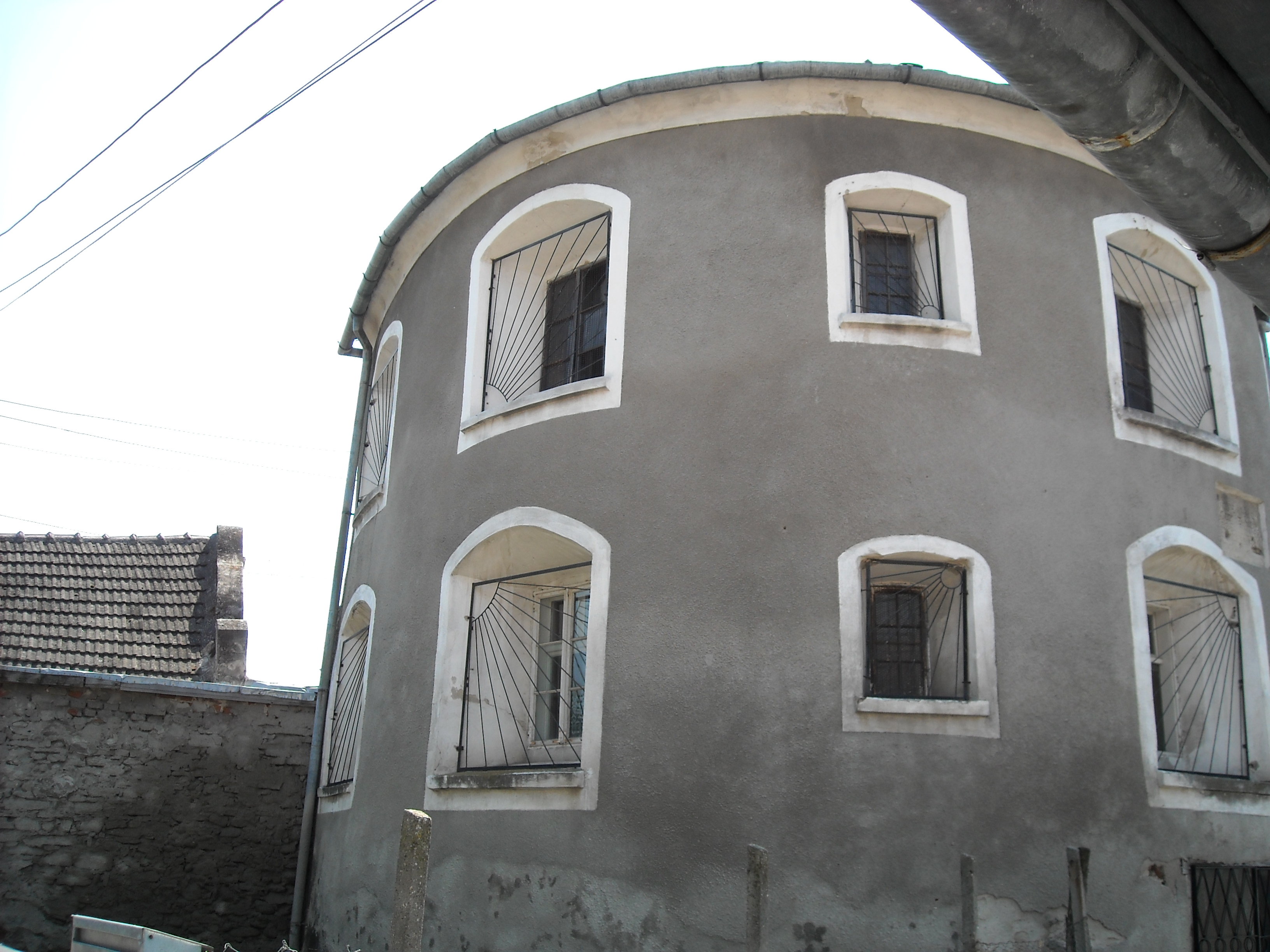
A Schmiedturm

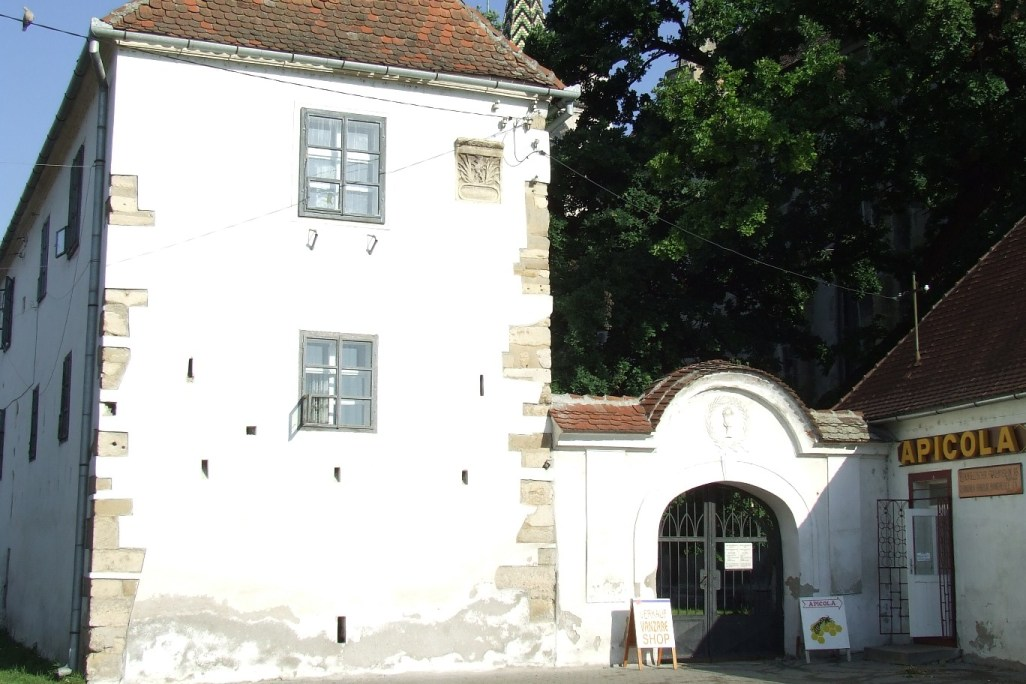
A régi városháza a templom déli oldalán

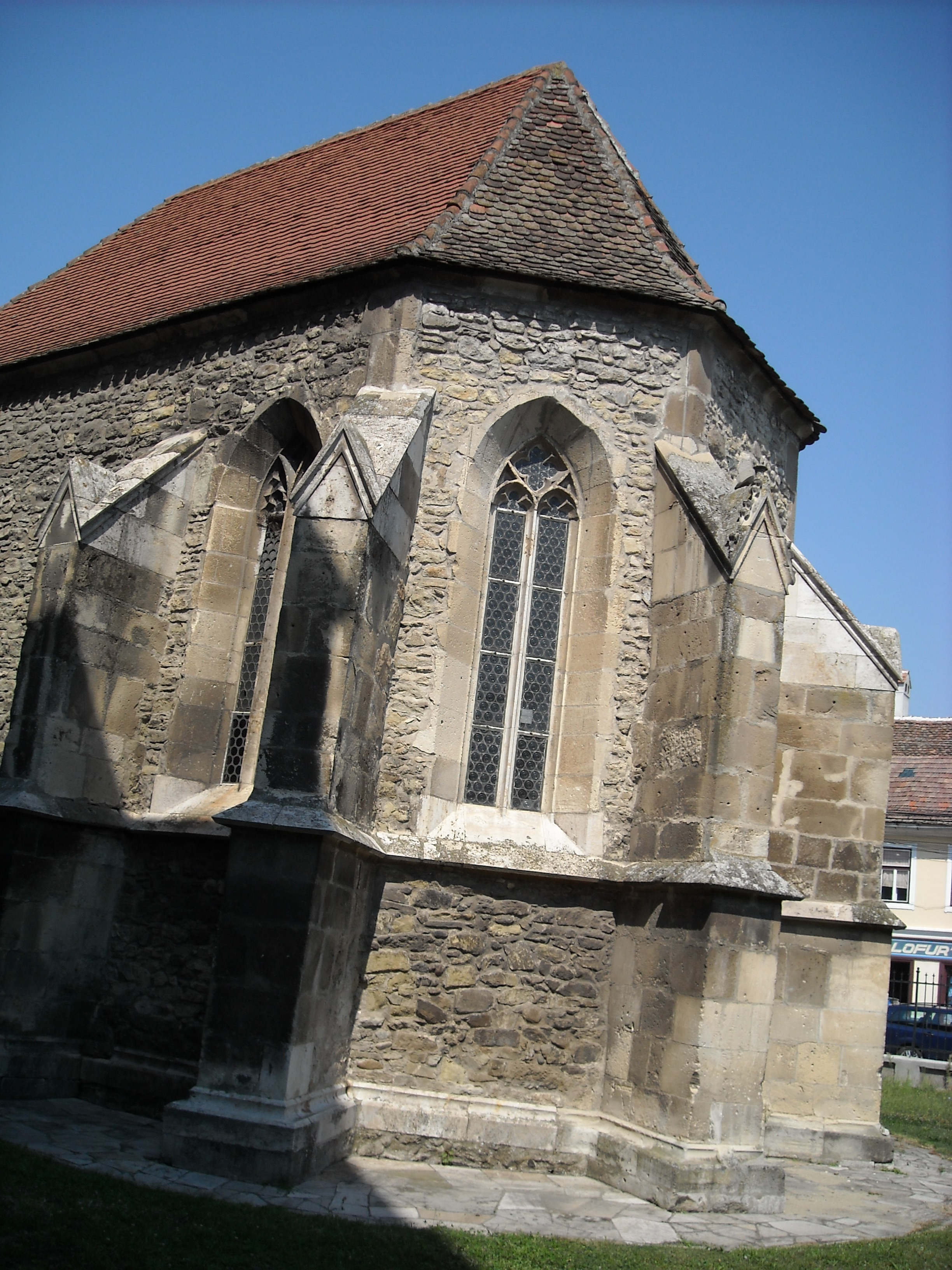
A Szent Jakab-kápolna (Jakobskapelle)

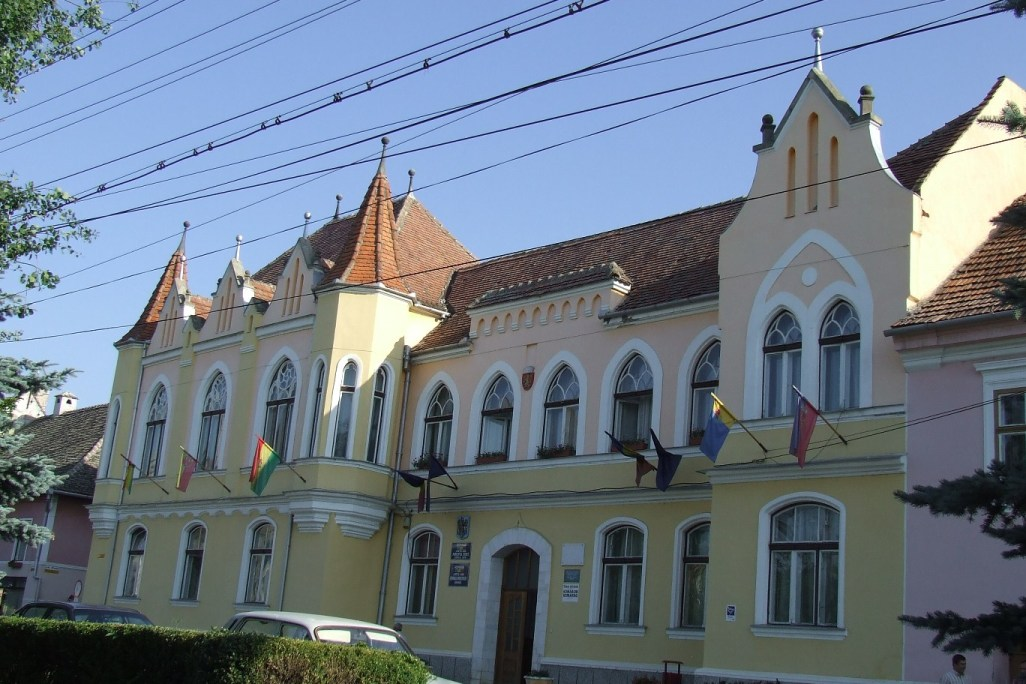
A városháza

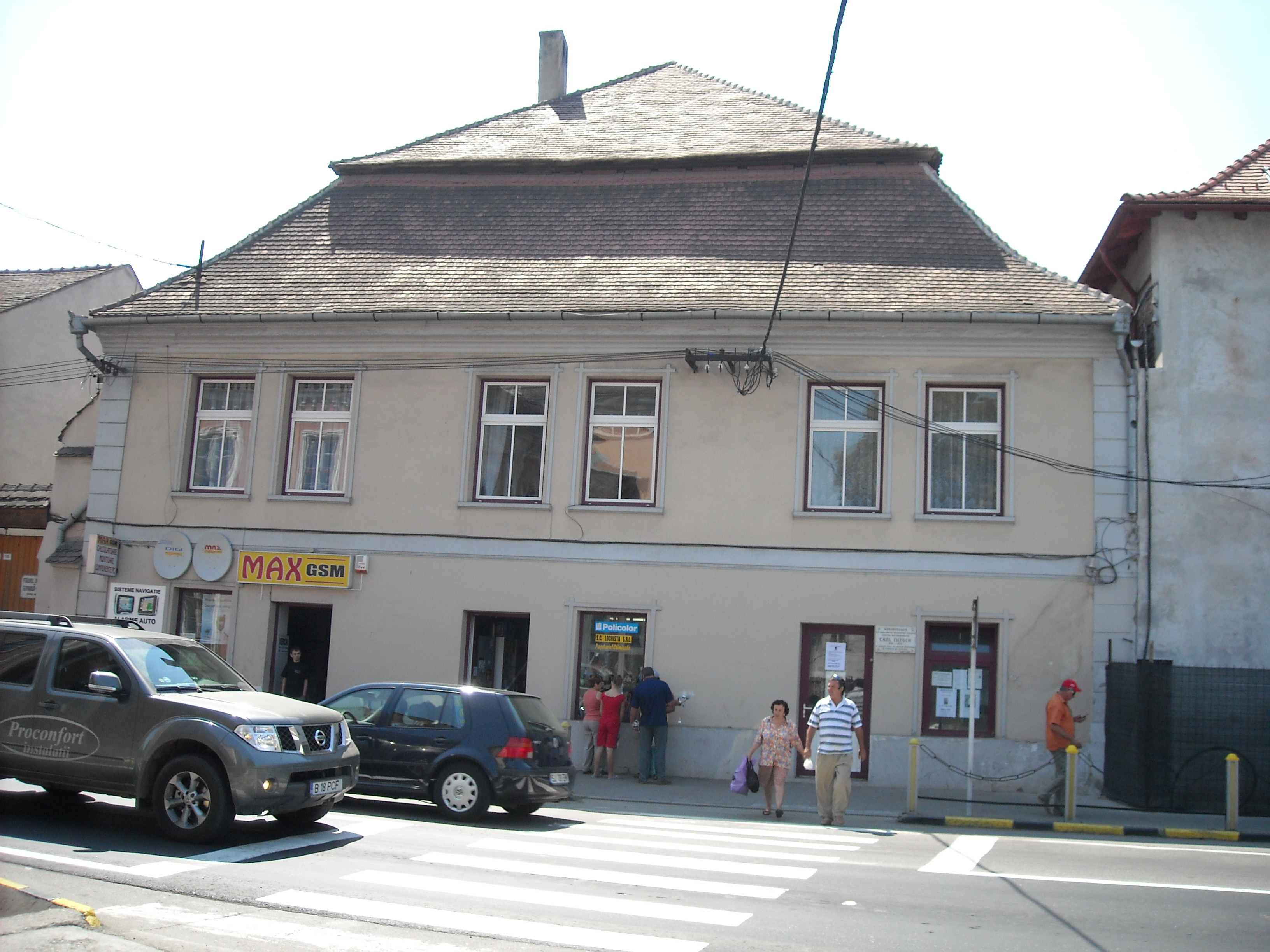
A Filtsch-ház

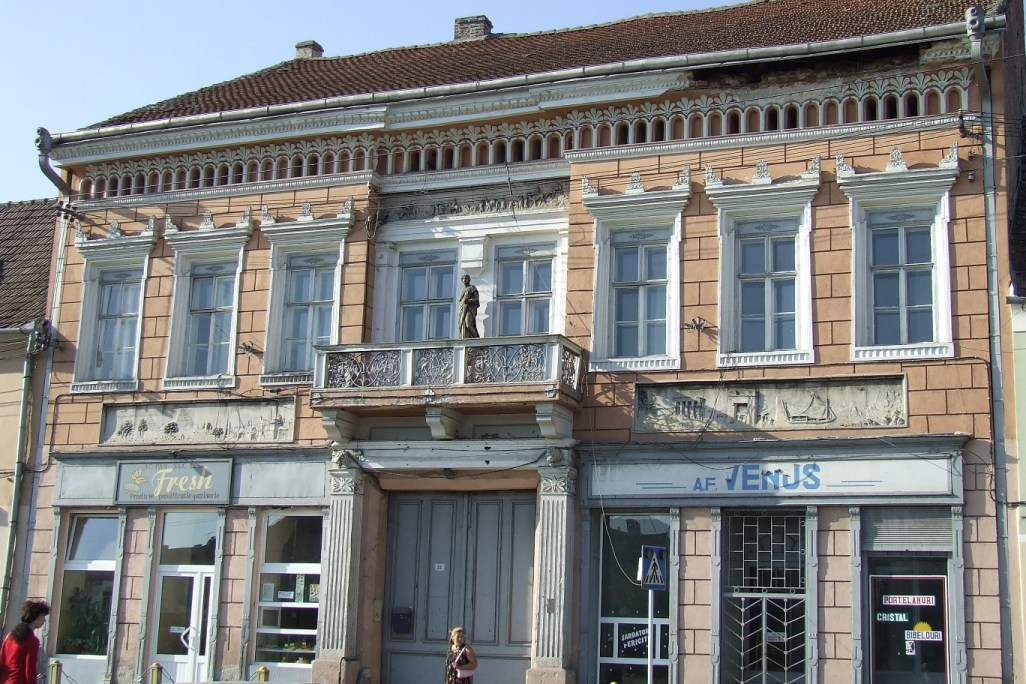
A Binder-ház

Szászsebes (románul Sebeș, korábban Sebeșul Săsesc, népiesen Sas-Sebeș, németül Mühlbach, szászul Melnbach, latinul Sabesium) megyei jogú város (municípium) Romániában, Erdélyben, Fehér megyében.

## Fekvése
Gyulafehérvártól 14 km-re délre, a Sebes folyó partján fekszik.

## Nevének eredete
Magyar és román nevét a Sebes víznévről kapta (< magyar sebes 'gyors'). Német nevét ugyanazon folyóvízről kapta, jelentése 'malompatak'. Először 1150-ben Sebes székely kerületet említették (terra Siculorum terrae Sebus), a város első említése 1245-ből való, Malembach néven. Későbbi névalakjai: Sebus (1300), Sebz és Mulnbach (1309), Sceps sive Mulunak (1317–1320), Mylenbach és Mylunbach (1334), Milundbak (1345), Mulbach (1349), Milumbaz (1369), Mülnbach (1376), Sebus Maior (1382), Sebes (1402), Zazsebes (1435), Willenbach (1608), Sebisá (1808, románul).

## Története
A Vörös-szakadékban 1865-ben Friedrich Wilhelm Schuster evangélikus lelkész bronzkori leleteket tárt fel. Ezeket ma a Coțofeni-kultúra legkorábban leírt leletanyagaként tartják számon.
A 12. század első felében környékét székelyek lakták, akikre főutcájának a modern korig használt német Siculorumgasse elnevezése emlékeztet. A század közepe táján innen a mai Sepsiszék területére költöztek, amelynek neve a városra utal. A szászok 1158 és 1200 között települtek meg helyén. 1241-ben a tatárok elpusztították.
1303-ban említették először Szászsebesszéket, amely a városon kívül tíz faluból állt. Ekkor már a Sebesi dékanátus székhelye volt, melyhez 1329-ben Szászsebesszék, Szászvárosszék, Szerdahelyszék, Alvinc, Magyarigen és Krakkó is hozzátartozott. 1345-ben szabad királyi városként említették. 1352-ben iskolája működött, amelyben valószínűleg a domonkosok tanítottak. Az 1376-os céhösszeírás szerint 19 céh és 25 mesterség volt jelen a városban, amivel az erdélyi városok között a harmadik helyen állt.
A török veszély miatt 1387 után megkezdték erődítését. A nikápolyi csata után Zsigmond Mihály és Salamon nevű vezérének adományozta. 1438-ban rövid ellenállás után megadta magát II. Murád és Vlad Dracul egyesített seregének, amelyek lakosságának nagy részét fogságba hurcolták. Ezután visszakapta szabad királyi városi jogállását. 1442-ben a törökök felgyújtották, majd 1479-ben Ali Kodzsa bég ismét megsarcolta. A város szász lakossága 1542-ben tért át az evangélikus hitre. 1550. november 13-án Kemény János székely serege vereséget mért a moldvaikra a szászsebesi csatában. Itt kezdődtek a tárgyalások 1551. június 14-én Izabella és Fráter György, illetve Nádasdy Tamás között Erdély átadásáról. Öt nappal később Izabella itt mondott le a hatalomról fia, János Zsigmond javára. Ezután Castaldo elfoglalta a várost, melyet 1556-ban Petrovics Péter szerzett vissza Izabella számára. Az ez évben tartott szászsebesi országgyűlés visszahívta Izabellát, kitiltotta Erdélyből Bornemisza Pál katolikus püspököt és kimondta birtokainak elfoglalását. János Zsigmond a székhelyévé kívánta tenni, és az országgyűlés 1571-ben elhatározta megerősítését.
A Sebes folyó bal partjára települt román külvárost először 1531-ben említették. Valószínűleg a 17. század folyamán a belvárost körbevevő, a szász polgárok és városi intézmények tulajdonát képező majorokba román majorosok települtek, akik a házhelyekért cserébe napszámot végeztek. A románok az 1700-as vallási unió után 1733 és 1736 között visszatértek az ortodoxiára. 1785-ben a falakon kívül 126 román, 26 cigány és 17 „görög” (macedoromán) családot számoltak össze. Míg a nyugati külvárost a belvárossal összekötő görög negyed a belvároshoz hasonló külsőt öltött, a román külvárosokra valószínűleg még a 19. század végén is a vályogtéglából épült és szalmával fedett, nyílt tornácos házak voltak jellemzők.
1597-ben és 1659-ben ismét országgyűlést tartottak benne. A 16. században nemcsak evangélikus, de református iskolája is működött, 1580-ban pedig itt nyomtattak ki egy ószláv nyelvű ortodox rituálét. Ortodox nyomda később, 1683 és 1687 között is volt itt, amikor Gyulafehérvárra költözött. 1661-ben Ali basa serege feldúlta.
1708-ban Károlyi Sándor kurucai felégették. A városban 1750-ben 302 háztartást számoltak össze, a legtöbben a csizmadia (18-an), a szabó (tizen), a szűcs és a mészáros mesterségeket űzték (nyolcan-nyolcan). 1744 és 1749 között 161 markgräflerlandi, 1770–1771-ben 49 badeni és hanaui protestáns család telepedett le a falaktól északra, a Malom-csatorna mentén, létrehozva az Altgasse (str. Progresului), Neugasse (str. Avram Iancu) és Quergasse (str. Dorobanți) utcákat. A durlachereknek nevezett népesség saját bírót választott és saját iskolát tartott fenn. Csak lassanként váltak teljes jogú polgárokká és azonos vallásuk ellenére nagyon sokáig nem házasodtak össze a szászokkal. Sokan közülük takácsok és posztócsapók voltak.
Az 1778-as kolerajárvány csak a szászok közül 935 áldozatot követelt.
1834-ben alapították a Baumann-takácsmanufaktúrát, 1843-ban pedig a Dahinten-bőrmanufaktúrát, a mai Capris bőrgyár elődjét. Az 1842-es vásárlajstrom szerint „…vásárok alkalmával sok ezerekre menő juhot és berbécset hajtanak, hol aztán ezerenkint szedik honiak, s főleg magyarországi tótok. A juh- és kecskebőrnek is szapora kelete van ezen vásárokban.”
A város az 1848–49-ben súlyos károkat szenvedett. 1848 július végén Szászsebesszék követeiként Samuel Meistert és Simeon Balomirit választották a pesti országgyűlésbe. Utóbbi a következő év áprilisáig Debrecenben maradt. 1849. január 5-én Popovici alprefektus hadisarcot vetett ki a városra, de azt a főhadparancsnokság utasítására visszaszolgáltatta. Bem közeledő honvédserege elől a lakók egy részét, főként az északi városrészben élő durlachiakat a császáriak a Vörös-szakadék tetejére menekítették. Február 5-én reggel a Vízakna felől érkező Bem rohammal foglalta el a gyulafehérvári helyőrségtől, dél körül viszont megérkezett az őt üldöző Puchner. A két sereg a városban utcai harcokba bocsátkozott egymással. Másnap Puchner megadásra szólította fel Bemet. A piski csata után Bem itt vette át Mészáros Lázártól az első osztályú érdemrendet. Július 31-én Stein Miksa Gyulafehérvárról Nagyszeben felé tartó serege a városnál vereséget szenvedett. Augusztus 6-án itt vette át az erdélyi hadsereg parancsnokságát, de augusztus 12-én megsemmisítő vereséget szenvedett Lüderstől.
1876-ig Szászsebesszék, 1876-tól 1925-ig Szeben vármegye Szászsebesi járásának a székhelye, egyben rendezett tanácsú város volt. 1865 és 1890 között tagosították határát. A többségben lévő törpebirtokosok ellenálltak a tagosítással szemben és több száz jogi panasszal éltek, miután a határ távoli részében jelöltek ki számukra földet. A nagybirtokok tulajdonosai vagyonos iparosok vagy borkereskedők voltak. 1877-ben Simeon Balomiri személyében megválasztották első román nemzetiségű polgármesterét. 1875-ben megépült a vasút, 1873-ban megalakult a Baiersdorf & Biach faárugyár. A Baiersdorf cég, a dualizmus idejének legnagyobb erdélyi faipari cége, 1898-ban egy második faáruüzemet is nyitott, amelyben Etna néven gyufát is gyártottak 1913-as leégéséig. 1906-ban a péterfalvi papírgyár, a Gerlai & Beck gépgyár, a város és Péterfalva község közösen építtettek vízerőművet a város déli peremén. Az első világháborúig sok bőrcserző, bocskorkészítő és cipészműhely is működött benne. Első bankját, a Mühlbacher Spar- und Vorschussverein-t (1912-től Unterwälder Bank) szászok alapították. Az 1896-ban megalakult Mühlbacher Sparkassa 1925-ben egyesült az Unterwälder Bankkal. A román kézművesek 1879-ben létrehozták az Andreiana iparosegyletet, az értelmiség 1875-ben a mezőgazdasági hitelintézetet, 1887-ben a Sebeșana bankot. 1888-ban megalapították a magyar kaszinót, ugyanezen évben a római katolikus iskola tannyelve a német helyett a magyar lett. 1892-ben Osváth Mózes római katolikus tanító 59 taggal magyar iparoskört is szervezett. A déli városrészben 1912-ben átadták a Szent Zsófiáról elnevezett, nyolcvan–száz ágyas városi kórházat.
1918 decemberében Lucian Blaga testvérét, Lionel Blagát nevezték ki polgármesterévé. A várost 1925-ben Fehér megyéhez csatolták. Ugyanezen évben kezdte meg a termelést a harisnyagyár és a Hans Fröhlich által alapított játékkészítő műhely. Utóbbi 1928-tól 1931-es bezárásáig pengetős és húros hangszereket is gyártott. 1926-ban létrehozták a Sebeș cipőgyárat, 1970-ben a fafeldolgozó kombinátot. 2000-ben kapott municípiumi címet.
2009-ben a város északi peremén, a Sebes folyó partján találta meg Vremir Mátyás és családja azt a részleges csontvázat, amelynek alapján 2010-ben Csiki Zoltán, a Bukaresti Egyetem munkatársa leírta a Balaur bondoc-nak elnevezett, késő krétakori dinoszauruszfajt.

## Népessége
- 1850-ben 4456 lakosából 2695 volt román, 1568 német, 123 cigány és 39 magyar nemzetiségű; 2671 ortodox, 1491 evangélikus, 146 görögkatolikus és 126 római katolikus vallású.
- 1900-ban 7770 lakosából 4857 volt román, 2253 német és 549 magyar anyanyelvű; 4597 ortodox, 1919 evangélikus, 548 római katolikus, 304 görögkatolikus, 277 református és 109 zsidó vallású. A lakosság 59%-a tudott írni-olvasni és a nem magyar anyanyelvűek 16%-a beszélt magyarul. Lakóházainak 80%-a kőből vagy téglából épült.
- 2002-ben 21 077 lakosából 19 303 volt román, 1330 cigány, 231 német és 166 magyar nemzetiségű; 19 370 ortodox, 404 pünkösdista, 232 baptista, 195 római katolikus, 188 görögkatolikus és 162 evangélikus vallású.

## Látnivalók
- Evangélikus temploma egy korábbi templom helyén a 12–13. század fordulóján épült, háromhajós bazilikaként. Két torony felépítését is tervezték, de az építkezést a tatárjárás megszakította. Ebből a periódusból valók középhajójának árkádjai. 1255 körül a kerci ciszterci műhely stílusában új, gótikus szentélyt és boltozatot, a korábban tervezett két torony helyett pedig egy centrális elhelyezésű tornyot építettek. 1370 és 1382 között a város fejlődése szükségessé tette, hogy a templomot kiszélesítsék és meghosszabbítsák, ezzel Erdély egyik legnagyobb templomává vált. Ebből az időből valók a külső pilléreken álló szobrok is. Az 1442-es török pusztítás után a pápa búcsúengedélyt adott a helyreállítására. 1453 és 1464 között oldalhajóit tovább szélesítették és magasították. 1661-ben a torony tetőzete leégett, ezután magasították. 1837-ben a korábbi gótikus sekrestyét kisebbel helyettesítették. Az 1961 és 1964 közötti restaurálásakor középkori freskókat tártak föl. Reneszánsz szárnyas oltára 1518 és 1523 között készült, talán Veit Stoss fiának munkája. Szószéke késő gótikus. Anatóliai szőnyegei a 15–17. századból valók. A mellette álló Szent Jakab-kápolna (Jakobskapelle) 1400 körül épült, gótikus stílusban. A déli oldalán található épület a régi városháza. A templomot egykor 4,5 m magas fal vette körül, három toronnyal. A fal a déli oldalon ma is áll.
- A várost Zsigmond 1387-ben kiadott engedélye alapján vették körül falakkal és védőművekkel. Mátyás 1485-ös rendelete nyomán a falakat kijavították és magasították. 1571-ben újra megerősítették. 1849 után a kapukat, a déli és a keleti oldalon állt barbakánnal és más erődítésekkel együtt lerombolták, de maguk a várfalak ma is szinte teljesen körülveszik a városmagot. Tornyai közül nevezetes a 14. századi Studententurm ('Deák-torony' vagy Schneiderturm – 'Szabó-torony'). Az 1438-as ostrom alatt ez a torony tartott ki legtovább és itt esett fogságba a domonkosok diákjaként a várost védő későbbi Georgius de Hungaria, a „sebesi névtelen”. Az északi oldalon áll a Schmiedturm ('Kovács-torony'), a Schusterturm ('Csizmadia-torony'), a Bathoryturm ('Báthory-torony') és a Nyolcszögletű torony.
- A ferences templom eredetileg a 13. században épült, a kolostort 1322-ben domonkosok, 1523-ban ferencesek, 1529-ben ismét domonkosok lakták. A ferencesek 1731-ben Franz Anton Paul Wallis, Erdély katonai főparancsnokának kezdeményezésére[10] költöztek vissza Szászsebesre, templomukat 1740 és 1769 között romjaiból újjáépítették. 1849-ben itt vette át Bem Kossuth kitüntetését. Szerzeteseit 1951-ben elhurcolták. A kolostort a 2000-es években újították föl.
- A Főtéren álló Zápolya-házban (Fejedelmek háza, Königshaus) halt meg 1540-ben Szapolyai János. Az egyemeletes épület eredetileg 15. századi és a 16. században bővítették. Udvari bejáratát két római kori kőoroszlán őrzi. Szászsebesszék gyűlése számára épült. Az Erdélyi Fejedelemség idejében a fejedelmek szállása és országgyűlések színhelye volt. Benne működik a Ioan Raica Múzeum könyv- és várostörténeti, szépművészeti, román és szász népművészeti kiállítással. Afrikai etnográfiai és természetrajzi anyaga Franz Binder hagyatékából való, aki a városi patika tulajdonosa volt.
- Az egykori szász evangélikus gimnázium eredetileg 1784-ből való, mai épülete 1863 és 1869 között, a templomerőd nyugati oldalának elbontása után készült. Nyugati homlokzata a Kispiacra, a keleti a nagytemplom kertjére néz. Az iskola diákja volt Lucian Blaga.
- A Belvárostól északra egy temetőben áll az Istenanya Elszenderülése ortodox (eredetileg görögkatolikus) templom, amelyet egy korábbi templom helyén 1778-ban építettek. A város 1701-ben egy 35 faluból álló görögkatolikus esperesi kerület központja volt. 1733-ban öt román papját írták össze, 1761-ben az ortodoxoknak négy, a görögkatolikusoknak egy papjuk volt. 1756-ban az ortodox fiatalok eltávolították a templomból Samuel Pop görögkatolikus lelkészt, de 1762-ben egy királyi rendelet ismét a görögkatolikusoknak ítélte a templomot. Miután szűknek bizonyult, a görögkatolikusok 1817-ben elhagyták.
- Az Urunk színeváltozása ortodox templomot a görögkatolikusok építették 1818-ban, a Belvárost a volt nyugati külvárossal összekötő, a Sebes és a Malom-csatorna közötti egykori „görög” negyedben, amelyet a görög kereskedőkompánia tagjai, macedoromán, örmény és román kereskedők laktak. A városrészt a 19. század végén átépítették, eredetileg a belvárosiakhoz hasonló polgárházak álltak itt. A templom kriptájában nyugszik Alexandru Roman és a Balomiri család.
- Az Úr feltámadása ortodox templomot a város nyugati, román negyedében építették 1819 és 1827 között. Ikonosztázionját Constantin Lecca festette. Mögötte áll a temetőkápolna, amely tulajdonképpen a város első, a 17–18. század fordulóján épült ortodox kőtemplomának fennmaradt apszisa.
- A legtöbb régi épületet a Str. Lucian Blaga belvárosi szakaszán találjuk (nyugati része németül a Petrigasse, a keleti a Siculorumgasse nevet viseli): 1. régi posta (1900-as évek), 3. Weber-ház (16–18. század), 6. céhek háza (18. század), 10–12. Filtsch-ház (18. század – itt született a csodagyerek Carl Filtsch), 16. Roth-ház 16–19. század, 25–27. Kohuth–Breitenstein ház (16–19. század), 26. szecessziós ház, 39. Heitz–Konrad ház (16–19. század), 52. Mauksch-ház (16–19. század).
- A Binder-ház 1861-ben került az Afrika-utazó Franz Binder birtokába, korábban 1820-ban a városi helyőrség parancsnoksága működött benne. Binder átépítette, a homlokzat emeleti ablaksora alatt két oldalon és a középső erkély felett egy-egy Afrikára utaló frízt helyezett el. A bal oldali domborművön a Kheopsz-, a Hafré- és Menkauré-piramis és néhány kairói épület, a jobb oldalon a philai Ízisz-templom és Kairó egyik kapuja, középen felül egy a Núbiai-sivatagot átszelő karaván látható.
- A mai városháza 1909-ben, Johann Schöpp polgármestersége idején épült.
- A volt állami iskola épülete 1916-ból, a str. Valea Frumoasei/Griechengasse és a str. Dorin Pavel/Postgasse kereszteződésében.
- A Vörös-szakadék (románul: Râpa Roșie, németül: Roter Berg) a várostól három kilométerre északkeletre, 300–425 méteres tengerszint feletti magasságban fekszik, de a városból is jól látható. Első történeti említése 1539-ből való, egy szászsebesi polgár hagyatékának összeírásában: „in rubro promontorio”. A vörös színű szakadékot a talajerózió formálta, anyaga vörösagyag, szürke, vörös és porhanyós fehér homokkő, vörös és téglaszín márga és fehér márgás mészkő. Szélessége 800 m, magassága 80–100 méter. Három – egy 25, egy 21 és egy 11 méter hosszú – barlang nyílik belőle. 1950-ben 10 hektáros természetvédelmi területté nyilvánították. Védett növényei a csikófark, a fekete fodorka, a gyászoló imola, a kései szegfű, a piros madárbirs és a sugaras fejvirág.

## Híres emberek
- Itt hunyt el 1540. július 17-én vagy 21-én Szapolyai János magyar király.
- Itt született 1631 körül Michael Pancratius erdélyi szász evangélikus püspök.
- Itt született 1820. június 4-én Georg Friedrich Marienburg történetíró.
- Itt született 1824-ben Josef Marlin író, publicista, forradalmár.
- Itt született 1824-ben Franz Binder Afrika-kutató.
- Itt született 1830. május 28-án Carl Filtsch zongoravirtuóz és zeneszerző.
- Itt született 1875-ben Victor Roth művészettörténész.
- Itt született 1879. november 5-én Nagy György politikus.
- Itt született 1894. november 24-én Zalotay Elemér régész.
- Itt élte utolsó éveit és itt halt meg 1897. szeptember 27-én Alexandru Roman egyetemi tanár, politikus, publicista.
- Itt született 1900. május 31-én Dorin Pavel vízépítő mérnök.
- Itt született 1915. február 10-én Gheorghe Răşinaru válogatott román labdarúgó.
- Itt született 1920. március 5-én Radu Stanca költő.
- Itt született 1936. október 24-én Bardócz Lajos grafikus.

## Gazdasága
- Gazdasági élete a 2000-es években német, olasz és osztrák beruházásoknak köszönhetően támadt fel. Legfontosabb iparágai a fafeldolgozás (Kronospan farost- és rétegeltlemezgyár,[11] Schweighofer fűrészárugyár, Savini Due fürdőszobabútor-gyár, Ciatti számítógépasztal- és monitorállványgyár, bútorgyárak), a textilipar és a bőripar (több táskákat és utazási cikkeket gyártó üzem).
- A Ciserom zokni- és harisnyagyár.[12] 1925-ben a német Bahner cég átvette Ferdinand Baumann 1834-ben alapított pamut- és lenszövödéjét és 1927-re Uzinele Textile Românești (majd 1931-től GBL) néven harisnya- és kötöttárugyárrá alakította. 1946-tól 1954-ig a szovjeteké működtették TEBA néven, majd a román államé lett. 1989-ben 2800 alkalmazottja volt és napi 176 ezer harisnyát gyártott, a felét exportra. Mai nevét 1990-ben kapta. 1995-ben privatizálták.

## Testvérvárosai
- Komárom, Magyarország
- Komárom, Szlovákia
- Büdingen, Németország
- Crimmitschau, Németország

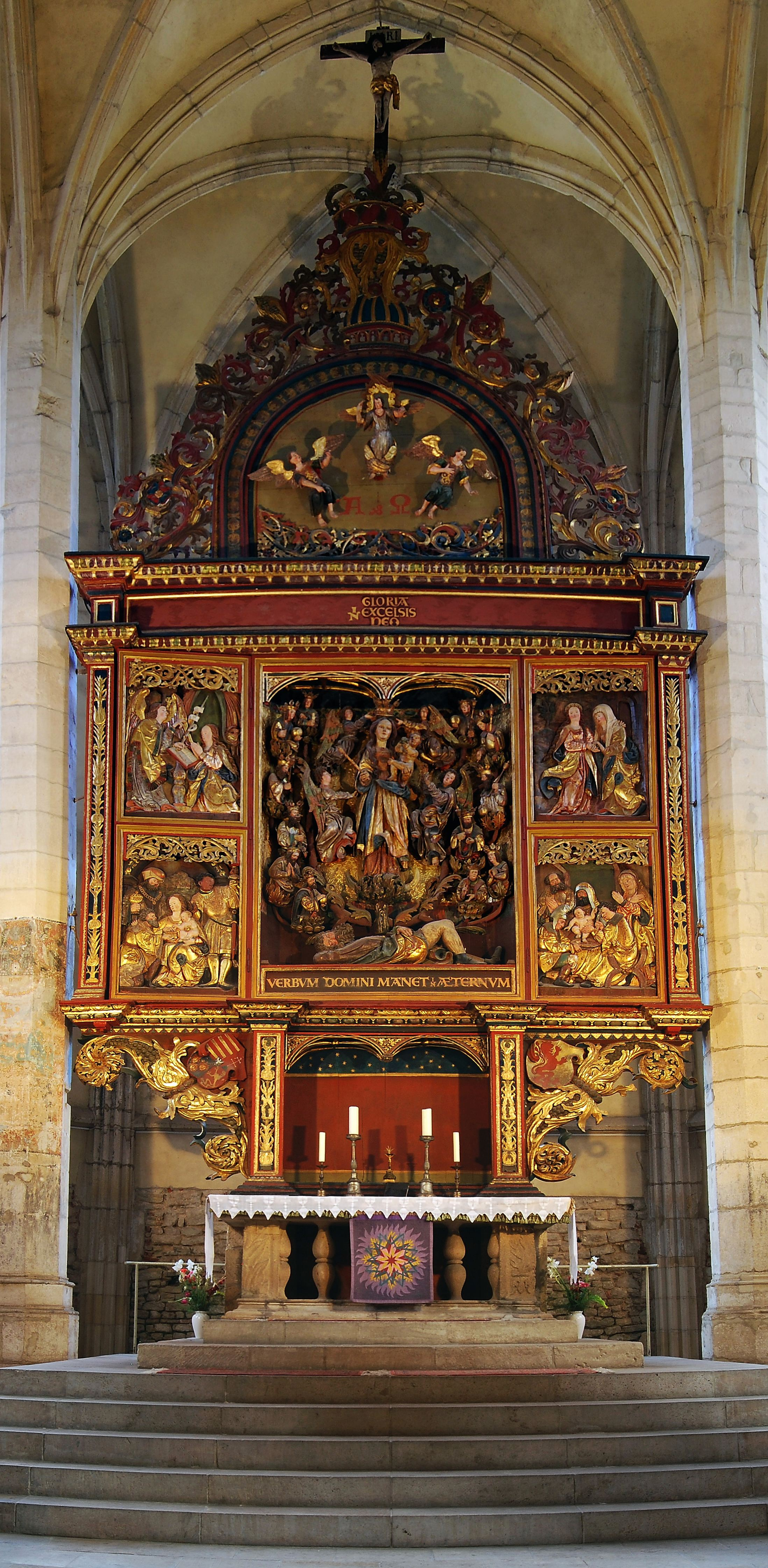
Az evangélikus templom oltára

## Képek

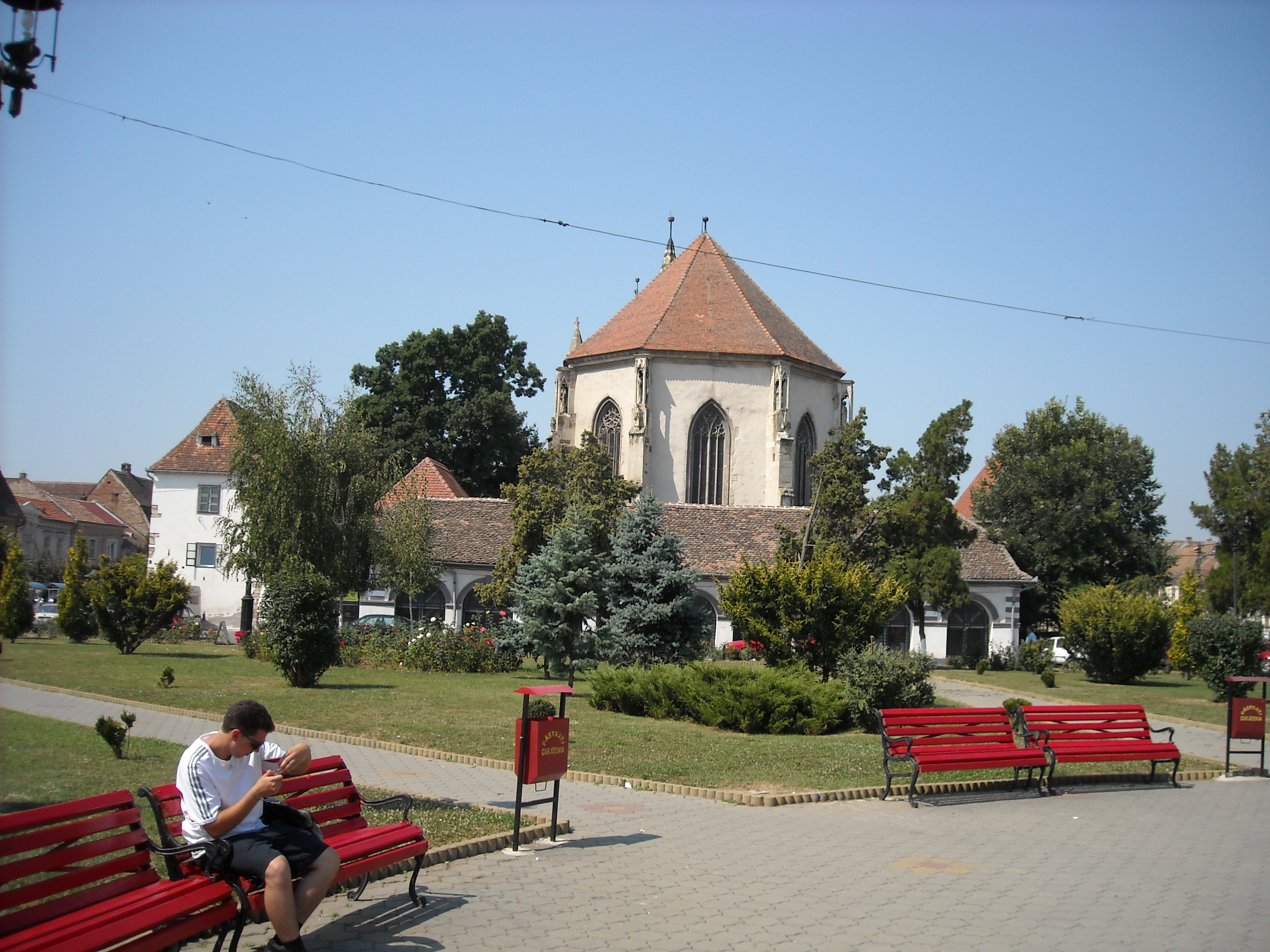
Az evangélikus templom
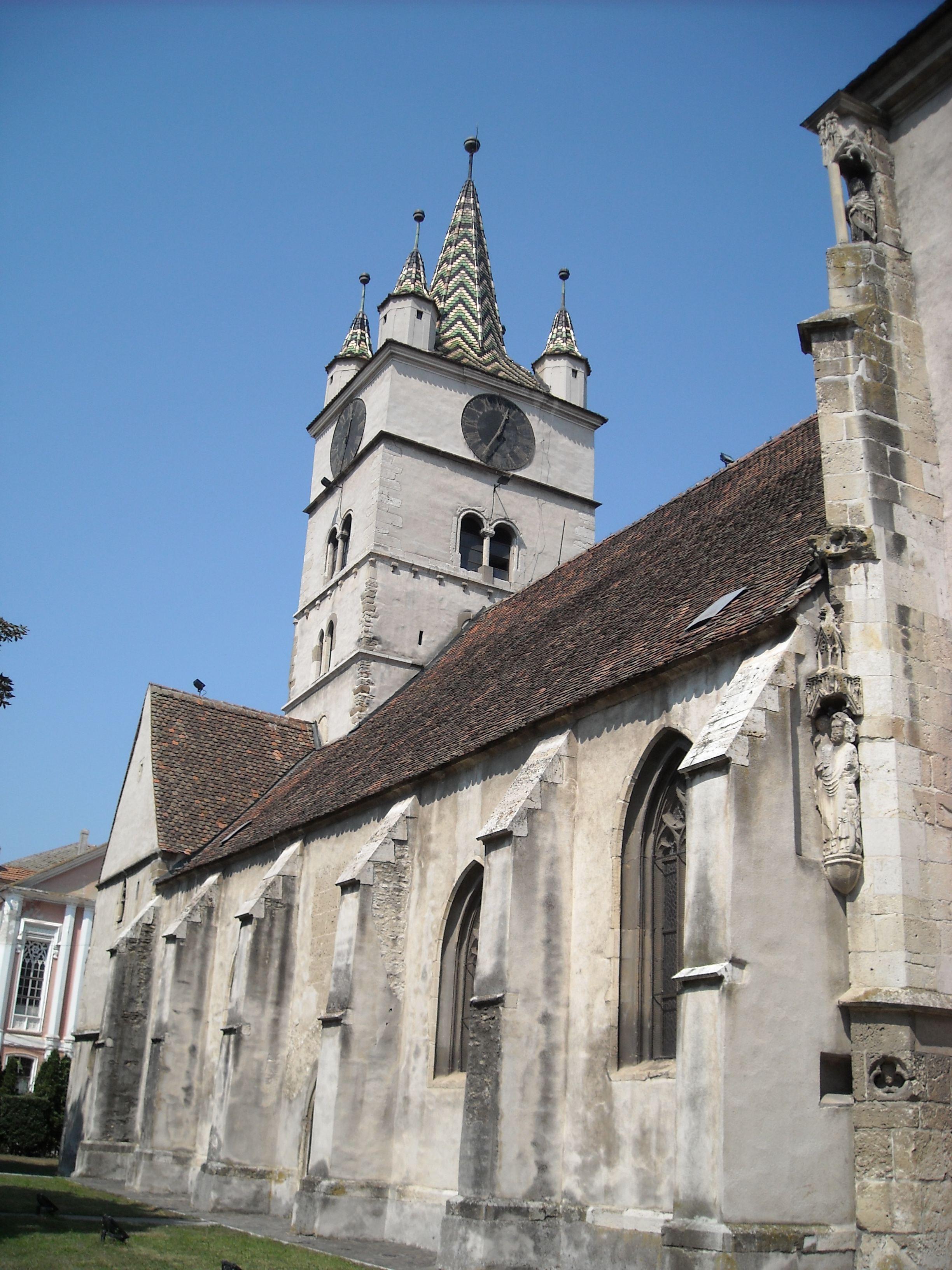
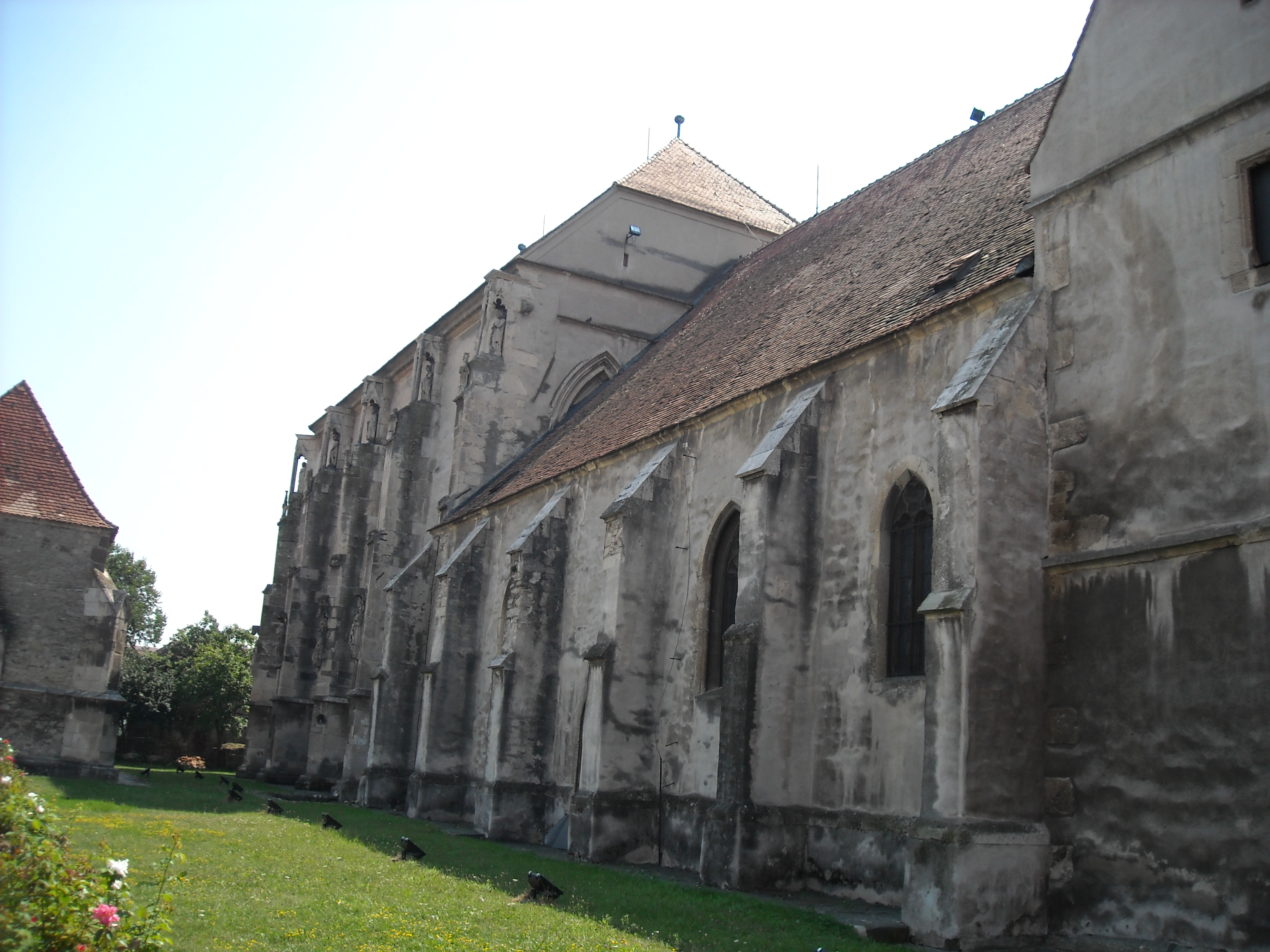
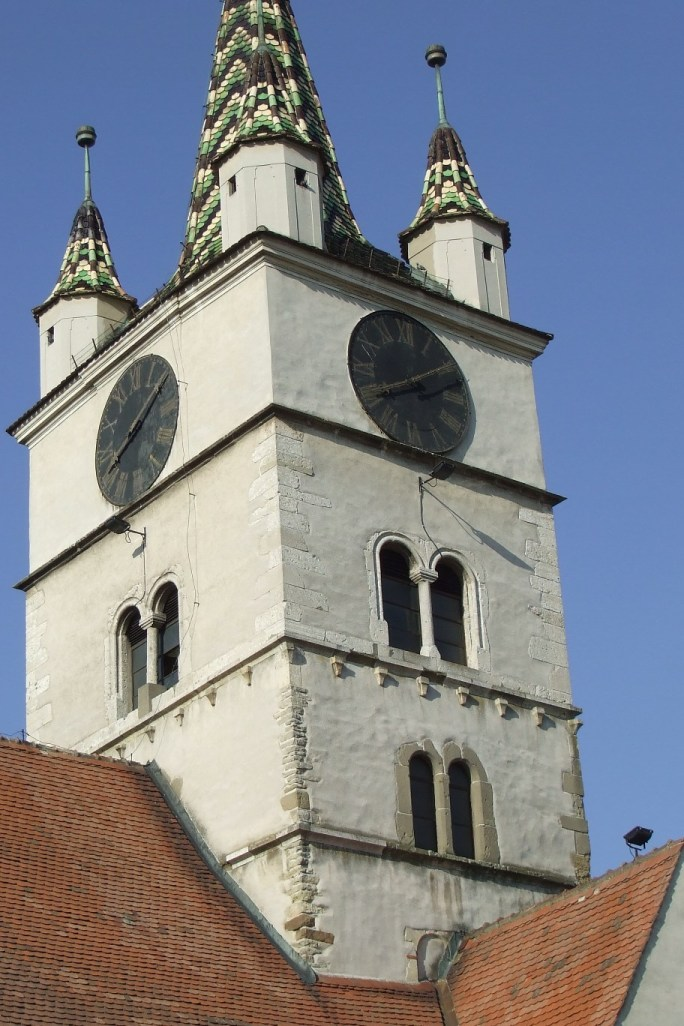
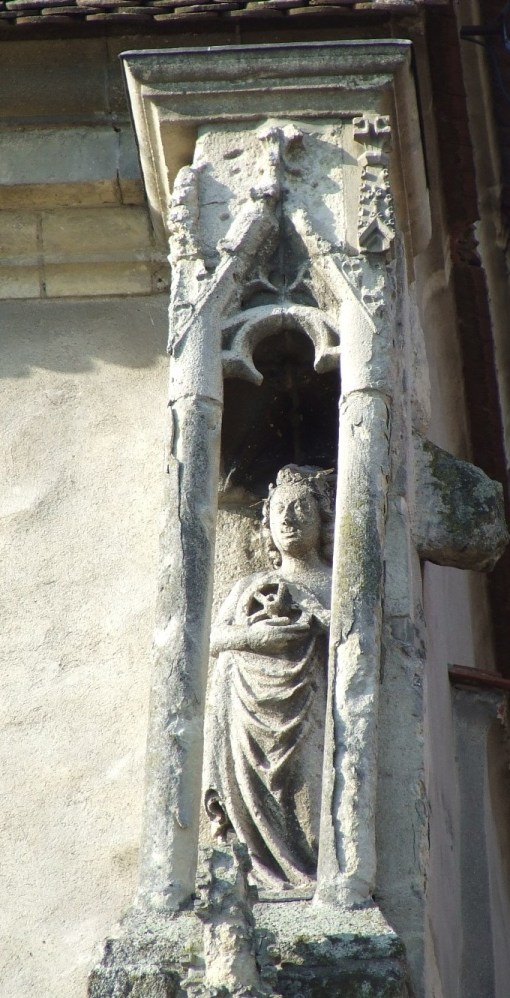
Alexandriai Szent Katalin
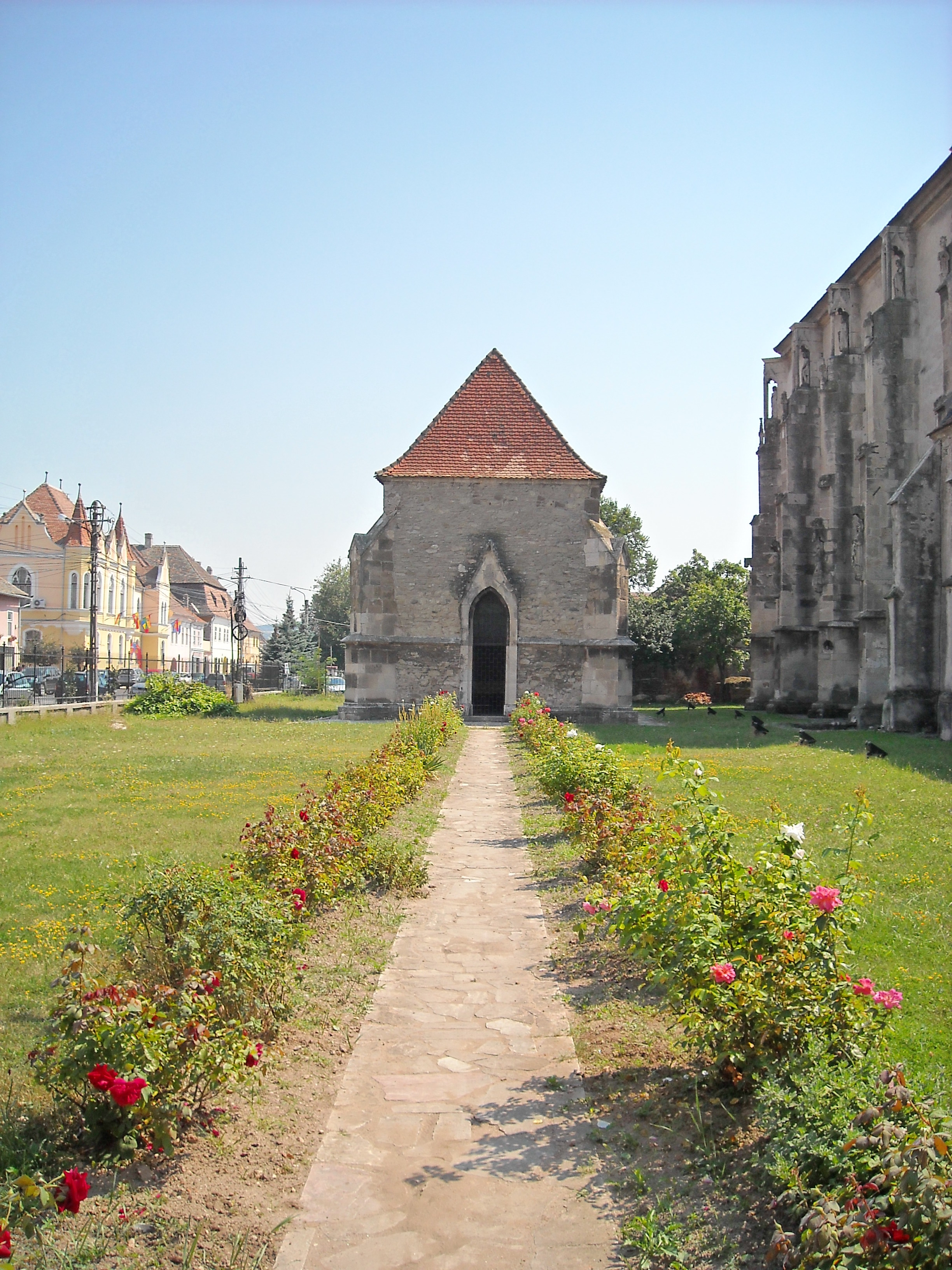
A Szent Jakab-kápolna
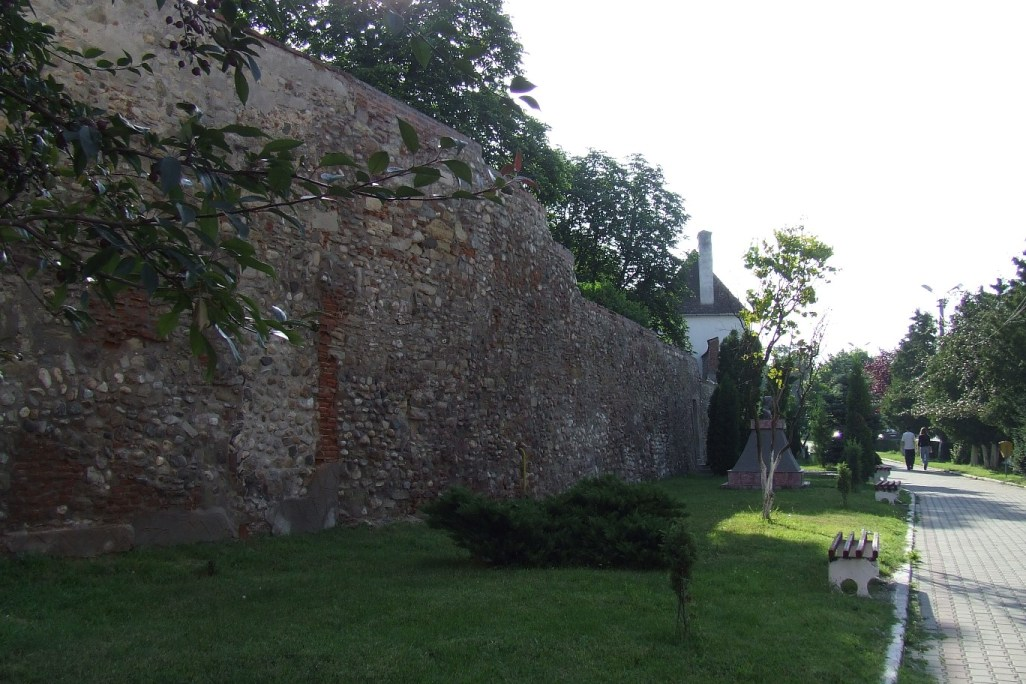
A templom kerítőfala
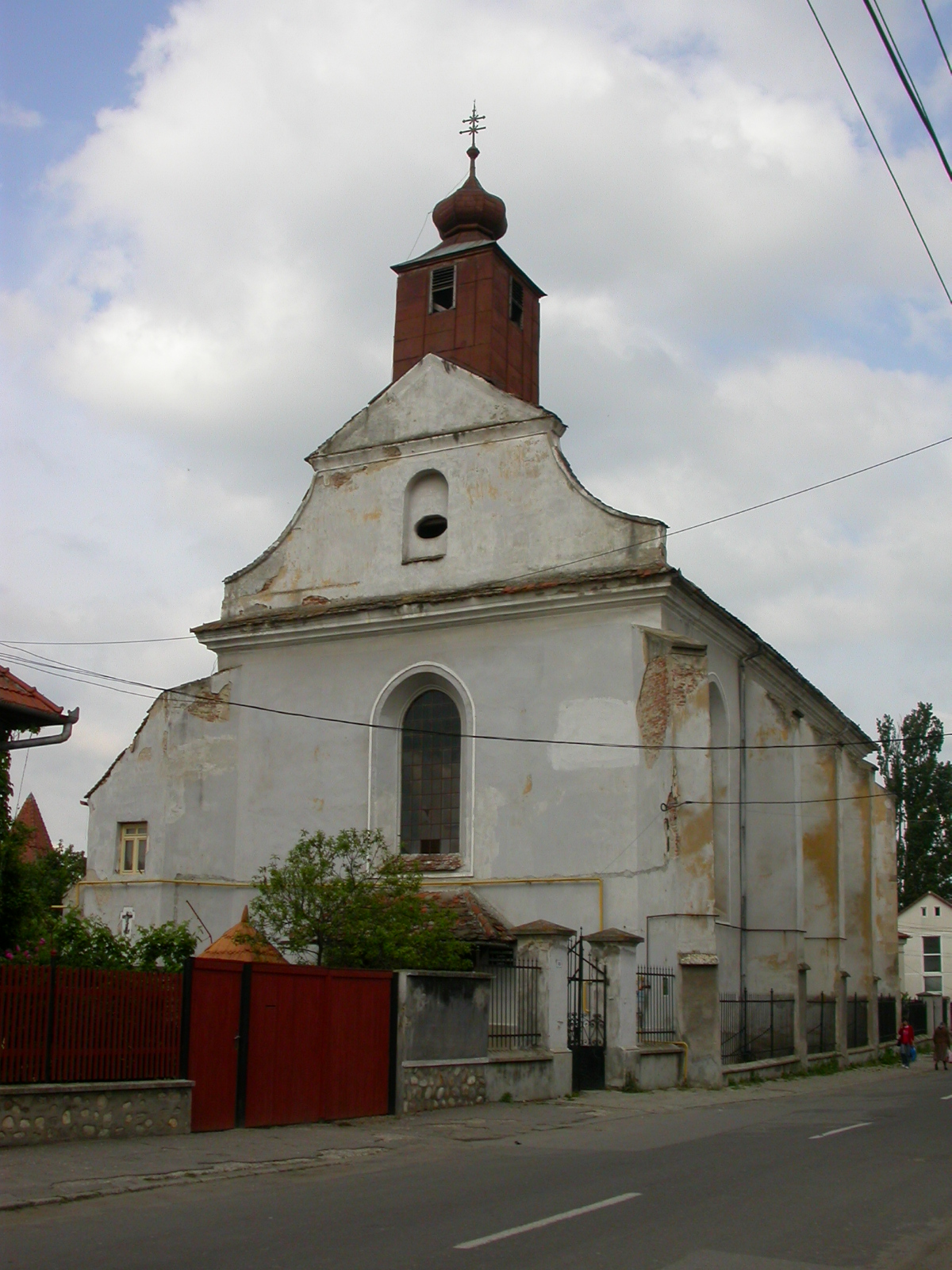
Ferences templom
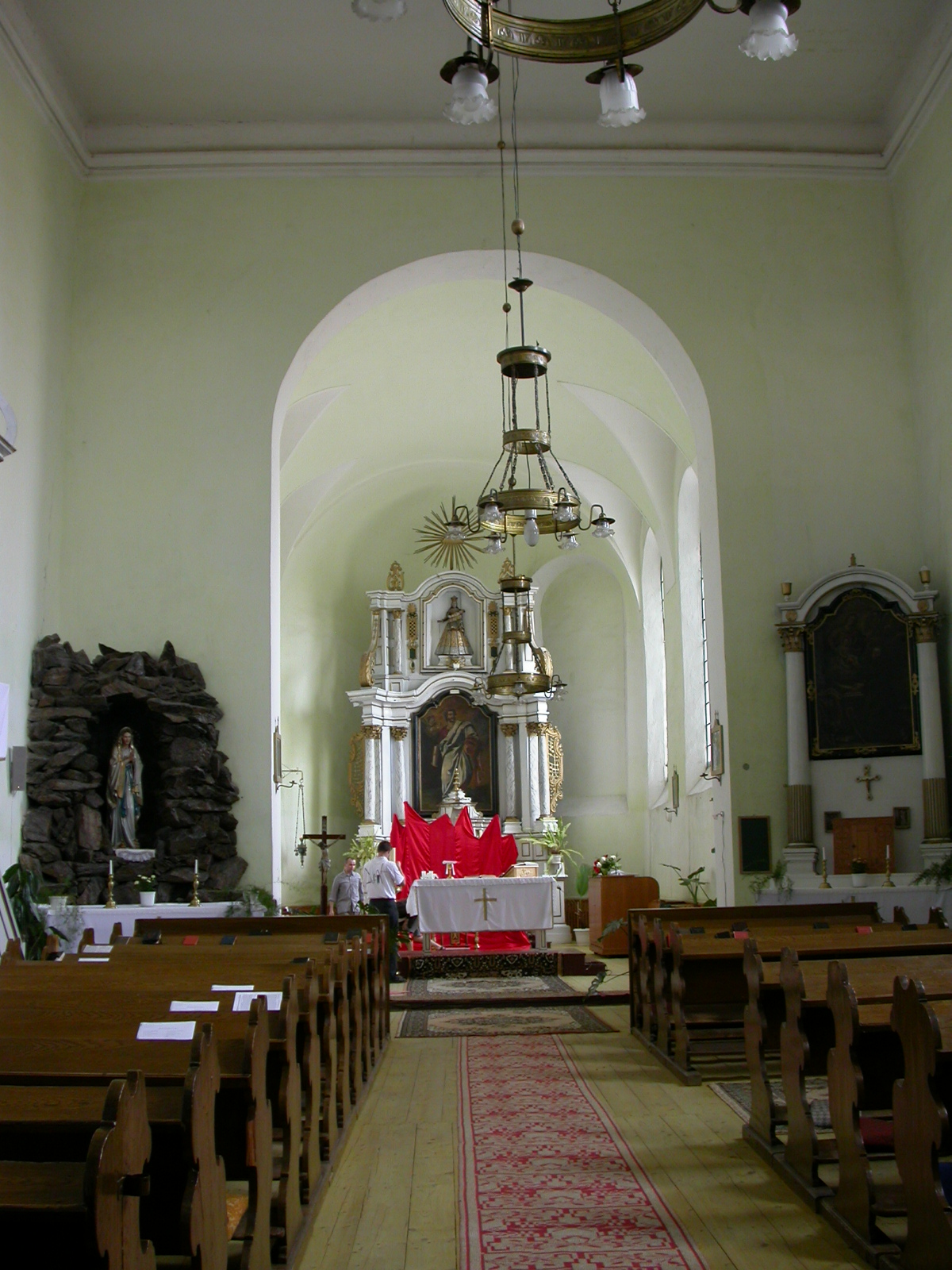
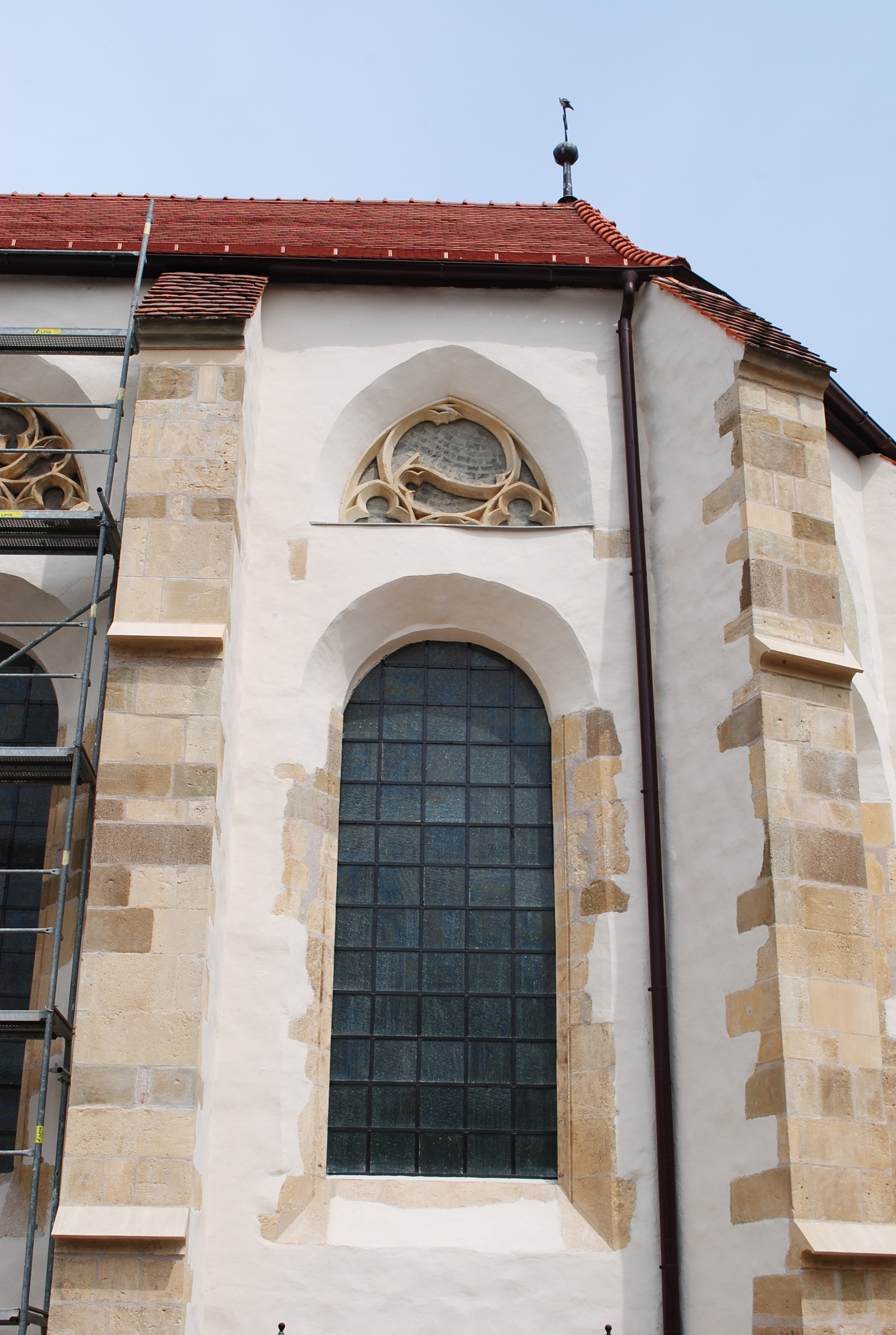
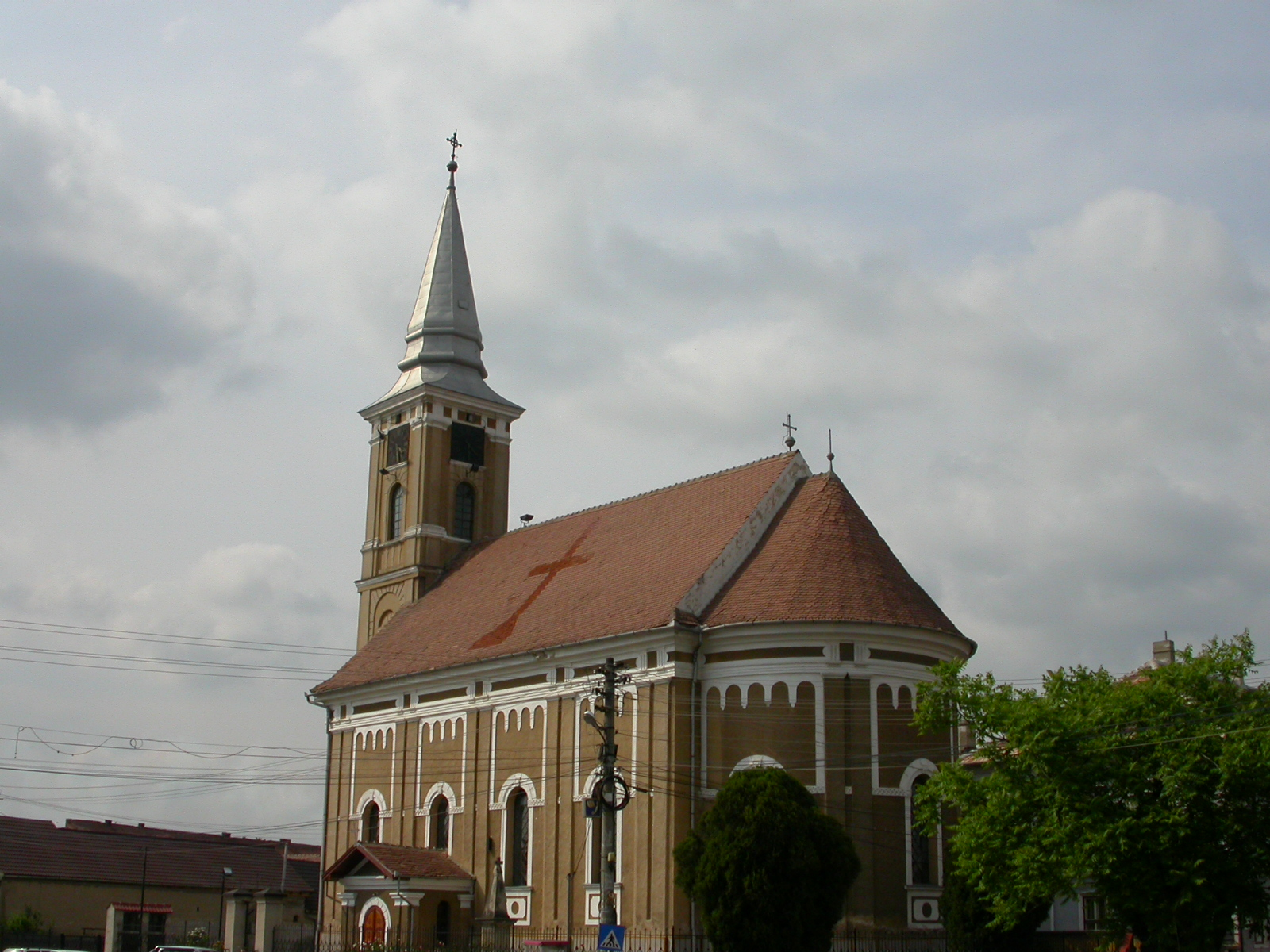
Az Úr feltámadása ortodox templom
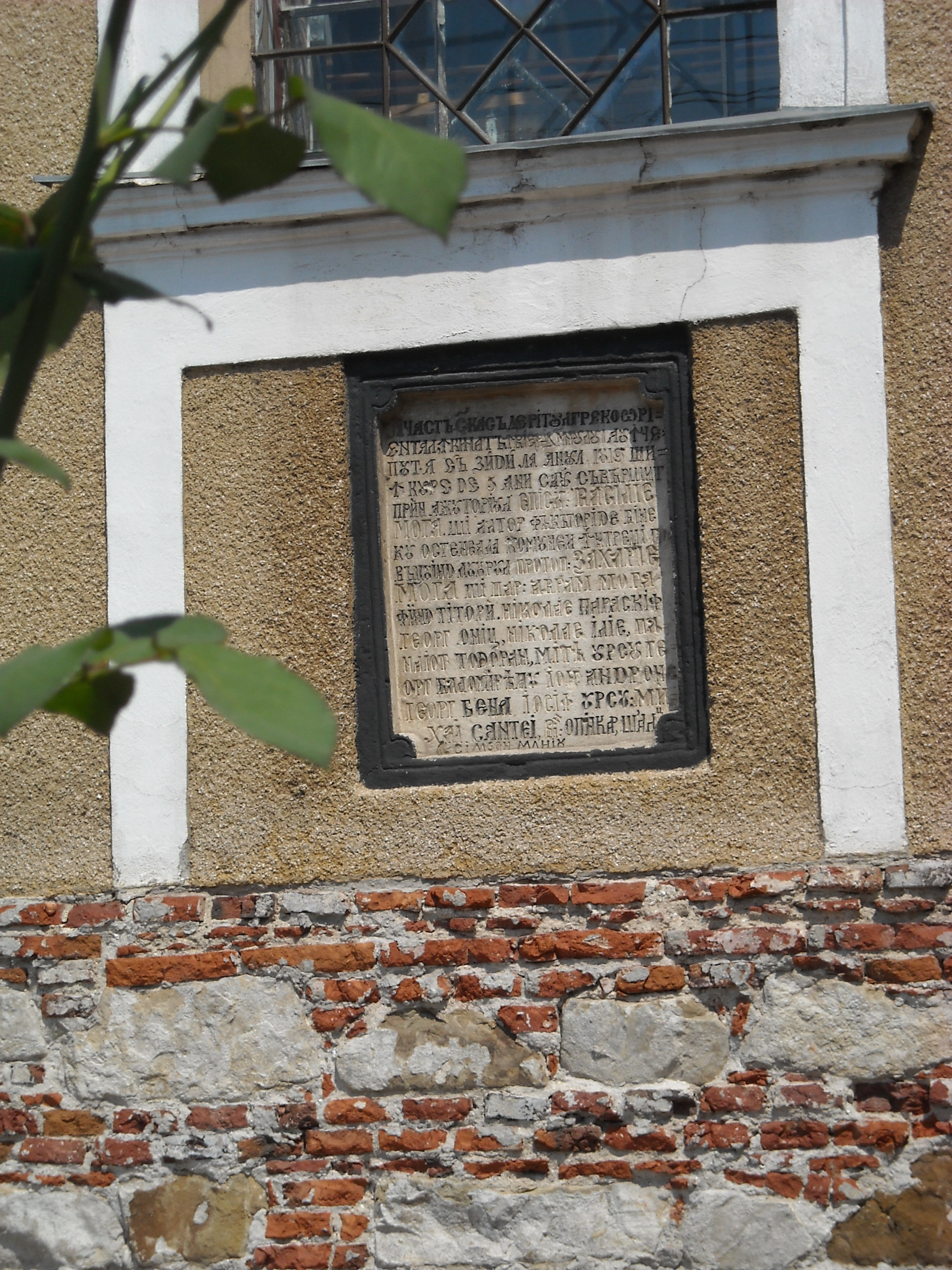
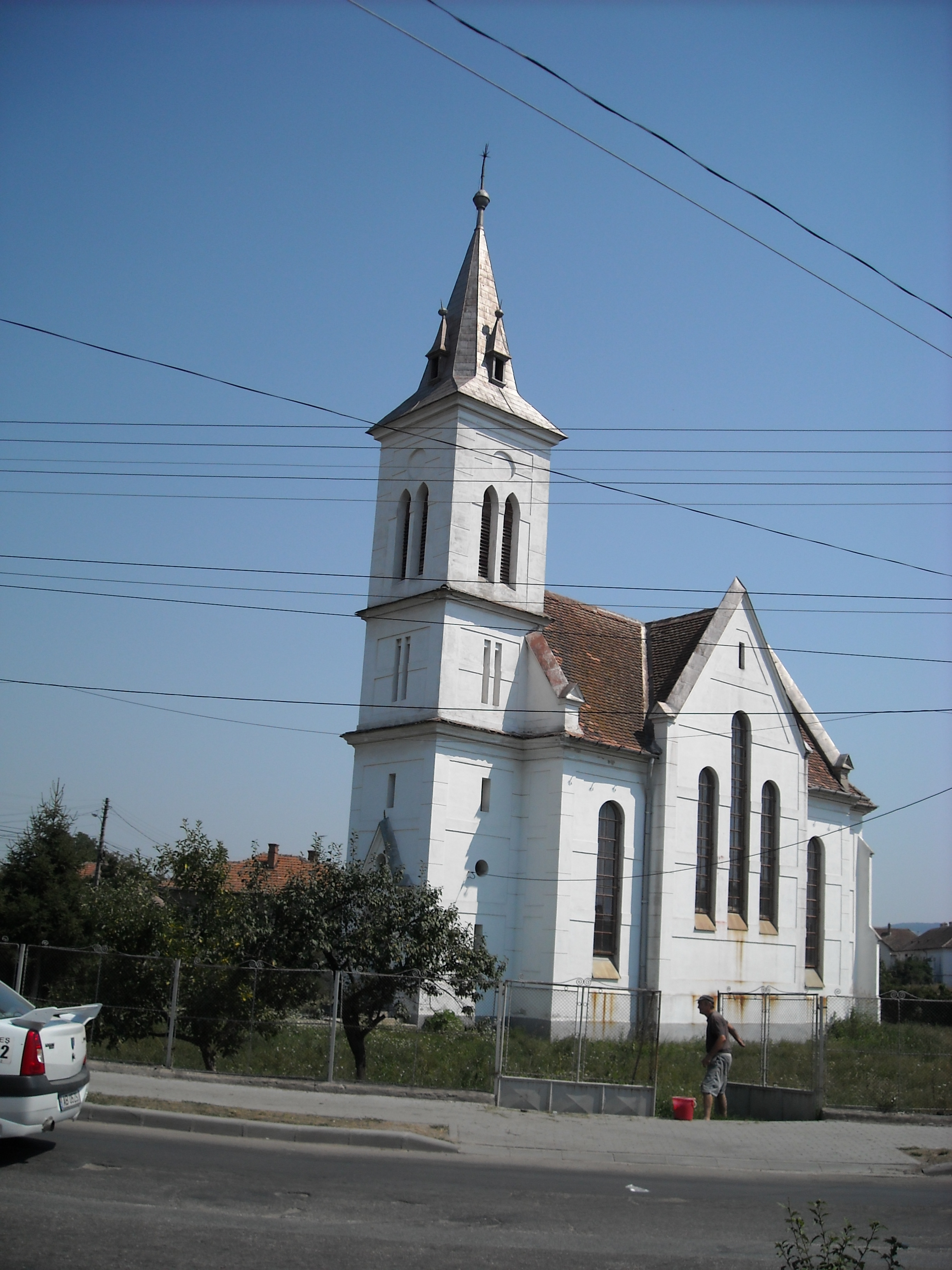
Református templom (1900-ban épült)
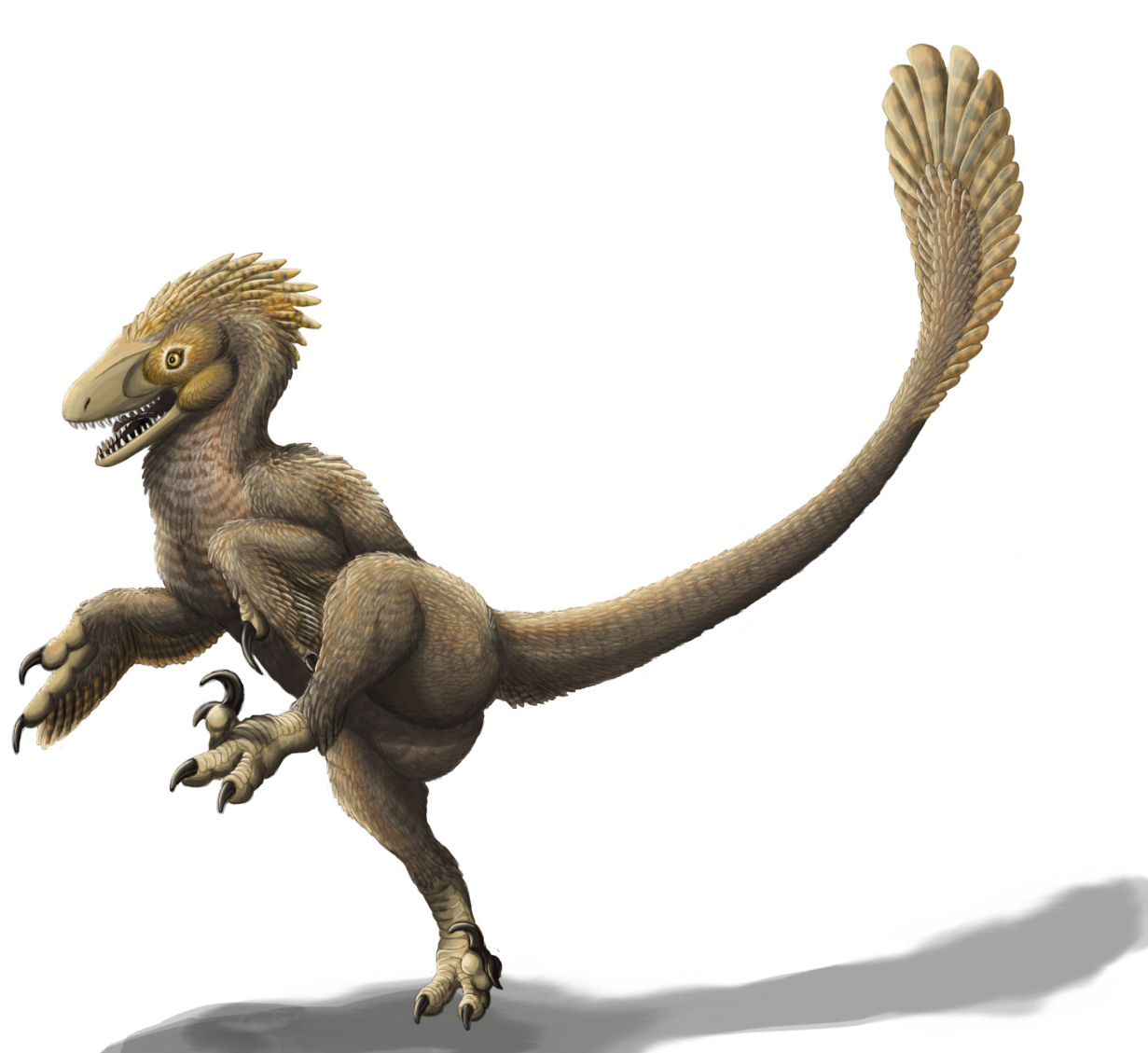
A város északi határában talált Balaur bondoc dinoszauruszfaj rekonstrukciója
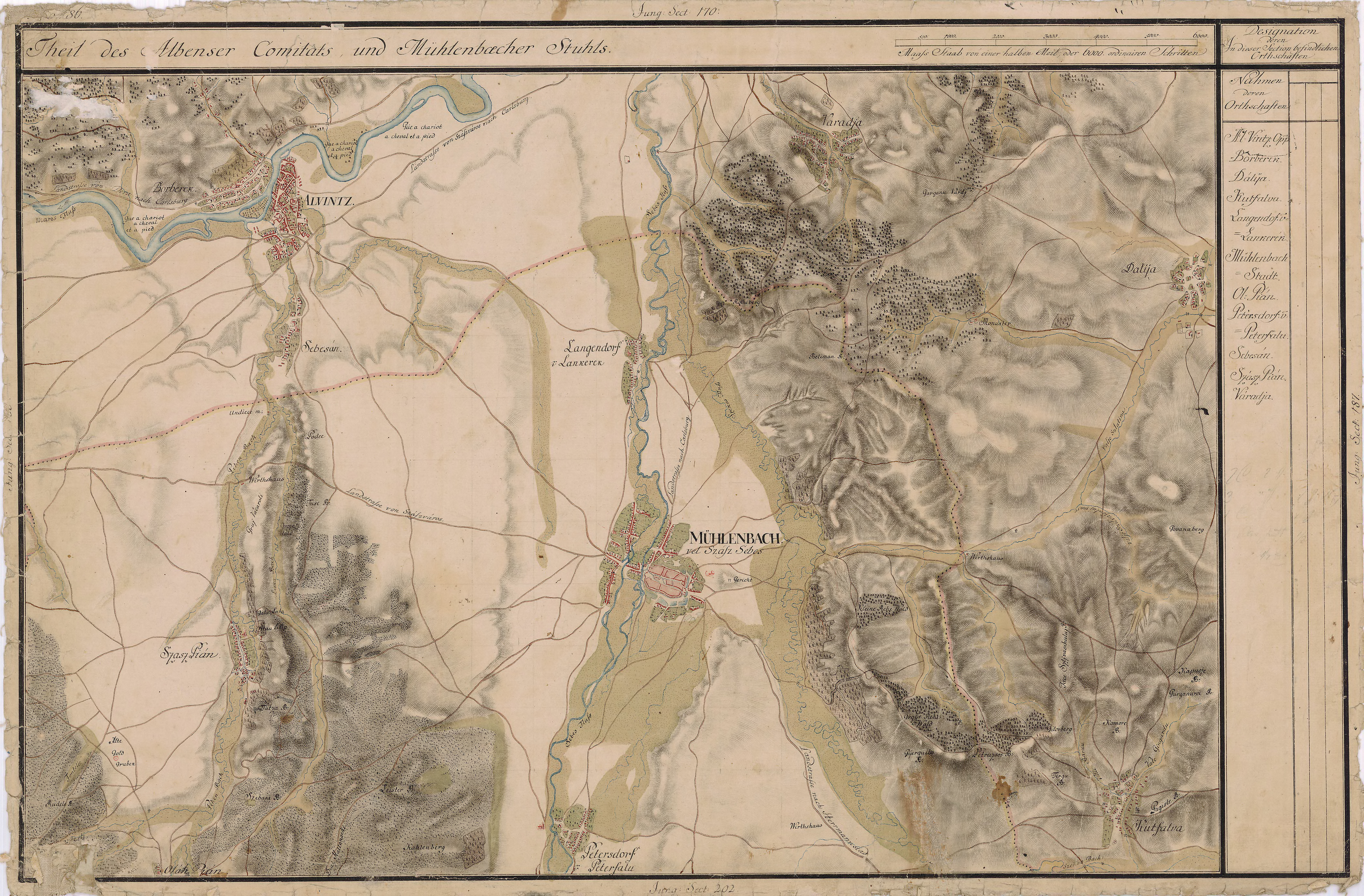
Szászsebes környéke 1769–1773 között